# Liste der denkmalgeschützten Objekte in Weißenkirchen in der Wachau
Die Liste der denkmalgeschützten Objekte in Weißenkirchen in der Wachau enthält die 225 denkmalgeschützten, unbeweglichen Objekte der niederösterreichischen Marktgemeinde Weißenkirchen in der Wachau im Bezirk Krems-Land.

## Denkmäler
| Foto |                 | Denkmal                                                                                         | Standort                                                        | Beschreibung | Metadaten |
| ---- | --------------- | ----------------------------------------------------------------------------------------------- | --------------------------------------------------------------- | --- | --- |
| ja   | Datei hochladen | Hauerhaus HERIS-ID: 11337 Objekt-ID: 7422                                                       | gegenüber Josef-Jamek-Straße 35 Standort KG: Joching            | Das Hauerhaus Joching 1, einst auch „Haus in der Landstraß“ genannt, wird im Grundbuch der Herrschaft Dürnstein um 1555 urkundlich erwähnt. | BDA-Hist.: Q38097286 Status: Bescheid Stand der BDA-Liste: 2025-06-30 Name: Hauerhaus GstNr.: 95 |
| ja   | Datei hochladen | Ehem. Lesehof des Augustiner-Chorherren-Klosters St. Nikola bei Passau HERIS-ID: 59333seit 2022 | Josef-Jamek-Straße 5 Standort KG: Joching                       | Der ehemalige Lesehof des Augustiner-Chorherren-Klosters St. Nikola bei Passau wird in einer Steuerurkunde aus dem Jahr 1523 erwähnt: „Herrn von St. Nykla: ain Lehen, Hof und Garten mitsambt der Zurgehörung“. | BDA-Hist.: Q112892626 Status: Bescheid Stand der BDA-Liste: 2025-06-30 Name: Ehem. Lesehof des Augustiner Chorherren Kloster St. Nikola bei Passau GstNr.: .5, 103                                       |
| ja   | Datei hochladen | St. Pöltner-/Prandtauerhof HERIS-ID: 34145 Objekt-ID: 32114                                     | Prandtauerplatz 36 Standort KG: Joching                         | Der St.-Pöltner- oder Prandtauerhof ist eine vierflügelige Anlage an der Durchgangsstraße von Weißenkirchen, 1308 als Lesehof des St. Pöltner Augustiner-Chorherren-Stifts erwähnt und 1696 nach einem Brand durch einen barocken Neubau von Jakob Prandtauer ersetzt. Im Obergeschoß des Nordflügels befindet sich eine zweijochige Kapelle, die außen durch einen Dachreiter gekennzeichnet ist. | BDA-Hist.: Q37956511 Status: Bescheid Stand der BDA-Liste: 2025-06-30 Name: St. Pöltner-/Prandtauerhof GstNr.: 108, .6/1, .6/2 Prandtauerhof, Joching                                                    |
| ja   | Datei hochladen | Bildstock HERIS-ID: 73137 Objekt-ID: 86422                                                      | Standort KG: Joching                                            | An einer Güterwegkreuzung nördlich von Joching steht der rund 3,3 m hohe, ziegelgemauerte spätbarocke Bildstock zur Heiligen Dreifaltigkeit. Das Bauwerk auf rechteckigem Fundament ist bis in die Zeit vor 1750 in Katasterplänen dokumentiert. Der Bildstock hat an der Frontseite eine Rundbogennische mit Schulterbögen, in der sich ein polychromes Gnadenstuhlbild (Typus Sonntagsberg) befindet. Ein dreiseitiger Gurtsims, leicht vorkragend und gewulstet, trennt die Nische vom Sockel. Rück- und Seitenflächen sind glatt. Die Nische wird von einem profilierten Wellengiebel mit ziegelgedecktem Runddach überspannt. Am First erhebt sich ein eisernes Kreuz. | BDA-Hist.: Q38132060 Status: § 2a Stand der BDA-Liste: 2025-06-30 Name: Bildstock GstNr.: 1052 |
| ja   | Datei hochladen | Presshaus HERIS-ID: 73567 Objekt-ID: 86870                                                      | gegenüber Sankt Michael 7 Standort KG: St. Michael              | Am nordöstlichen Ortsausgang von St. Michael befindet sich ein barockes Presshaus mit Resten von Stuckdekor. | BDA-Hist.: Q38133027 Status: § 2a Stand der BDA-Liste: 2025-06-30 Name: Presshaus GstNr.: 54/1 |
| ja   | Datei hochladen | Kath. Filialkirche hl. Michael und Friedhof mit Karner HERIS-ID: 50634 Objekt-ID: 55779         | gegenüber Sankt Michael 14 Standort KG: St. Michael             | Die Filialkirche St. Michael ist ein spätgotischer, innen barockisierter Staffelhallenbau mit Chor und markantem westlichem Wehrturm, errichtet im ersten Viertel des 16. Jahrhunderts. Mit ihrer spätmittelalterlichen Wehranlage gilt sie als die bedeutendste Kirchenfestung Niederösterreichs. | BDA-Hist.: Q14549821 Status: § 2a Stand der BDA-Liste: 2025-06-30 Name: Kath. Filialkirche hl. Michael und Friedhof mit Karner GstNr.: .7, .6 Filialkirche St. Michael in der Wachau                     |
| ja   | Datei hochladen | Bildstock HERIS-ID: 73571 Objekt-ID: 86875                                                      | Standort KG: St. Michael                                        | Der barocke Bildstock, errichtet um 1680, hat ein obeliskartiges Postament, worauf auf einer vorspringenden Kragenplatte ein hohes Tabernakel mit Dreiecksgiebel und ziegelgedecktem Satteldach ruht. Das Postament zeigt an drei Seiten hohe, flache, rechteckige Nischen, zwei davon mit polychromen Hinterglasbildern: vorne die Madonna mit dem Jesuskind und rechts der hl. Florian; die linke Nische ist leer. Das Tabernakel hat ebenfalls an drei Seiten seichte rechteckige Nischen: vorne mit einem Relief der heiligen Familie und links mit einem polychromen Hinterglasbild des hl. Urban, während die rechte Nische leer ist. Am First befindet sich ein Steinkugel, darüber ein Doppelkreuz aus Eisen mit Kleeblattenden. | BDA-Hist.: Q38133036 Status: § 2a Stand der BDA-Liste: 2025-06-30 Name: Bildstock GstNr.: 376/2 |
| ja   | Datei hochladen | Bildstock HERIS-ID: 73709 Objekt-ID: 87034                                                      | Standort KG: St. Michael                                        | Der Bildstock an der L7093 zwischen Sankt Michael und Wösendorf hat auf einem neuen Postament einen erkerartigen Aufsatz auf Konsolen mit Spitzbogennische und Satteldach aus dem Ende des 15. Jahrhunderts. Darin befindet sich ein Wandbild mit Pietàdarstellung. | BDA-Hist.: Q38133437 Status: § 2a Stand der BDA-Liste: 2025-06-30 Name: Bildstock GstNr.: 1251/1 Bildstock 87034, Wösendorf                                                                              |
| ja   | Datei hochladen | Wohnhaus HERIS-ID: 58449 Objekt-ID: 69118                                                       | Altau 52 Standort KG: Weißenkirchen                             | Das Haus Weißenkirchen 52, auch „Haus an der Donau“ genannt, wurde 1605 urkundlich erwähnt. | BDA-Hist.: Q38083450 Status: Bescheid Stand der BDA-Liste: 2025-06-30 Name: Wohnhaus GstNr.: .162 |
| ja   | Datei hochladen | Wohnhaus HERIS-ID: 58395 Objekt-ID: 69064seit 2019                                              | Auf der Burg 121 Standort KG: Weißenkirchen                     | | BDA-Hist.: Q105645877 Status: Bescheid Stand der BDA-Liste: 2025-06-30 Name: Wohnhaus GstNr.: 57/1 |
| ja   | Datei hochladen | Wohnhaus HERIS-ID: 58396 Objekt-ID: 69065seit 2019                                              | Auf der Burg 122 Standort KG: Weißenkirchen                     | | BDA-Hist.: Q105645879 Status: Bescheid Stand der BDA-Liste: 2025-06-30 Name: Wohnhaus GstNr.: .83 |
| ja   | Datei hochladen | Wohnhaus HERIS-ID: 58397 Objekt-ID: 69066seit 2019                                              | Auf der Burg 123 / 2 Standort KG: Weißenkirchen                 | Dieses modernisierte Wohnhaus verfügt über ein Schopfwalmdach. | BDA-Hist.: Q105645881 Status: Bescheid Stand der BDA-Liste: 2025-06-30 Name: Wohnhaus GstNr.: .84/1 |
| ja   | Datei hochladen | Wohnhaus HERIS-ID: 58398 Objekt-ID: 69067seit 2019                                              | Auf der Burg 123 / 2 Standort KG: Weißenkirchen                 | Dieses modernisierte Wohnhaus verfügt über ein Schopfwalmdach. | BDA-Hist.: Q105645883 Status: Bescheid Stand der BDA-Liste: 2025-06-30 Name: Wohnhaus GstNr.: .84/1 |
| ja   | Datei hochladen | Wohnhaus HERIS-ID: 58409 Objekt-ID: 69078seit 2019                                              | Auf der Burg 135 Standort KG: Weißenkirchen                     | Dieses Haus ist Teil der Gebäudegruppe, die sich von Hausnummer 126 bis 141 erstreckt – ehemals „feste Häuser“, zum Teil mit altem Kern, die von einer Wehrmauer umgeben waren. | BDA-Hist.: Q105645893 Status: Bescheid Stand der BDA-Liste: 2025-06-30 Name: Wohnhaus GstNr.: .79 |
| ja   | Datei hochladen | Wohnhaus HERIS-ID: 58412 Objekt-ID: 69081seit 2019                                              | Auf der Burg 138 Standort KG: Weißenkirchen                     | Dieses Haus ist Teil der Gebäudegruppe, die sich von Hausnummer 126 bis 141 erstreckt – ehemals „feste Häuser“, zum Teil mit altem Kern, die von einer Wehrmauer umgeben waren. | BDA-Hist.: Q105645896 Status: Bescheid Stand der BDA-Liste: 2025-06-30 Name: Wohnhaus GstNr.: 71 |
| ja   | Datei hochladen | Wohnhaus HERIS-ID: 58414 Objekt-ID: 69083seit 2019                                              | Auf der Burg 140 Standort KG: Weißenkirchen                     | Dieses Haus ist Teil der Gebäudegruppe, die sich von Hausnummer 126 bis 141 erstreckt – ehemals „feste Häuser“, zum Teil mit altem Kern, die von einer Wehrmauer umgeben waren. | BDA-Hist.: Q105645899 Status: Bescheid Stand der BDA-Liste: 2025-06-30 Name: Wohnhaus GstNr.: .125 |
| ja   | Datei hochladen | Wohnhaus HERIS-ID: 58417 Objekt-ID: 69086seit 2019                                              | Auf der Burg 143 Standort KG: Weißenkirchen                     | | BDA-Hist.: Q105645901 Status: Bescheid Stand der BDA-Liste: 2025-06-30 Name: Wohnhaus GstNr.: .100 |
| ja   | Datei hochladen | Wohnhaus HERIS-ID: 58418 Objekt-ID: 69087                                                       | Auf der Burg 145 Standort KG: Weißenkirchen                     | Das Wohnhaus Auf der Burg 145 (früher: Weißenkirchen 145) wurde 1545 urkundlich erwähnt. | BDA-Hist.: Q38083116 Status: Bescheid Stand der BDA-Liste: 2025-06-30 Name: Wohnhaus GstNr.: 73 |
| ja   | Datei hochladen | Wohnhaus HERIS-ID: 58419 Objekt-ID: 69088seit 2019                                              | Auf der Burg 146 Standort KG: Weißenkirchen                     | | BDA-Hist.: Q105645904 Status: Bescheid Stand der BDA-Liste: 2025-06-30 Name: Wohnhaus GstNr.: .97 |
| ja   | Datei hochladen | Hauerhaus HERIS-ID: 35270 Objekt-ID: 33943                                                      | Auf der Burg 147 Standort KG: Weißenkirchen                     | Das Haus Nr. 147 ist ein eingeschoßiger, traufständiger, im 16. Jahrhundert errichteter Bau mit Kamin. Seine schlichte Fassadierung geht auf die Zeit um 1800 zurück. | BDA-Hist.: Q37962824 Status: Bescheid Stand der BDA-Liste: 2025-06-30 Name: Hauerhaus GstNr.: 85/1 Weißenkirchen in der Wachau 147                                                                       |
| ja   | Datei hochladen | Wohnhaus HERIS-ID: 58404 Objekt-ID: 69073seit 2019                                              | Auf der Scheibn 130 Standort KG: Weißenkirchen                  | | BDA-Hist.: Q105645888 Status: Bescheid Stand der BDA-Liste: 2025-06-30 Name: Wohnhaus GstNr.: .91 |
| ja   | Datei hochladen | Wohnhaus HERIS-ID: 58406 Objekt-ID: 69075seit 2019                                              | Auf der Scheibn 132 Standort KG: Weißenkirchen                  | | BDA-Hist.: Q105645890 Status: Bescheid Stand der BDA-Liste: 2025-06-30 Name: Wohnhaus GstNr.: .89 |
| ja   | Datei hochladen | ehem. Pfarrhof HERIS-ID: 35268 Objekt-ID: 33941                                                 | Bachgasse 83 Standort KG: Weißenkirchen                         | Das Haus Nr. 83 ist ein breitgelagerter, zweigeschoßiger, dem Verlauf der gekrümmten Straße folgender Bau mit Walmdach, der im Kern aus dem 16. Jahrhundert stammt. Seine Fassadierung mit genutetem Erdgeschoß, Pilastergliederung im Obergeschoß und spätbarock/frühklassizistischem Dekor wurde im letzten Viertel des 18. Jahrhunderts geschaffen. Bis 1872 war das Haus als Pfarrhof in Verwendung. | BDA-Hist.: Q37962794 Status: Bescheid Stand der BDA-Liste: 2025-06-30 Name: ehem. Pfarrhof GstNr.: .66                                                                                                   |
| ja   | Datei hochladen | Aufnahmsgebäude Weißenkirchen in der Wachau, Wachauer Bahn HERIS-ID: 45167 Objekt-ID: 46079     | Bahnhofstraße 181 Standort KG: Weißenkirchen                    | Im Nordosten von Weißenkirchen befindet sich ein durch ein Schopfwalmdach gedecktes Aufnahmegebäude der 1909 eröffneten Wachauer Bahn. | BDA-Hist.: Q114073810 Status: Bescheid Stand der BDA-Liste: 2025-06-30 Name: Aufnahmsgebäude Weißenkirchen in der Wachau, Wachauer Bahn GstNr.: .190 Aufnahmsgebäude Bahnhof Weißenkirchen in der Wachau |
| ja   | Datei hochladen | Wohnhaus, Stiftungshaus HERIS-ID: 58465 Objekt-ID: 69136                                        | Bürgerspitalgasse 184 Standort KG: Weißenkirchen                | Das Haus Nr. 184 ist ein zweigeschoßiger Bau von 1912 in Formen des Heimatstils. | BDA-Hist.: Q38083595 Status: Bescheid Stand der BDA-Liste: 2025-06-30 Name: Wohnhaus, Stiftungshaus GstNr.: .195                                                                                         |
| ja   | Datei hochladen | Bürgerhaus, Haimingerhof, Heimingerhof HERIS-ID: 35267 Objekt-ID: 33940                         | Burgstiege 68 Standort KG: Weißenkirchen                        | Der Haimingerhof – ein zweigeschoßiger, traufständiger Eckbau mit drei Trakten um einen unregelmäßigen Hof – hat einen Baukern aus dem frühen 16. Jahrhundert. Seine Fassade weist neben Pilaster- und Gesimsgliederung klassizistischen Dekor aus der Zeit um 1800 und Sohlbänke (um 1600) auf. Das Obergeschoß ist in drei Achsen erkerartig vorgezogen. Seitlich befinden sich ein abgefastes Rundbogentor und spätgotische verstäbte Spionfensterchen aus der Zeit um 1500. Wandmalereien aus erste Hälfte des 17. Jahrhunderts (?) zeigen Anna selbdritt in Laubwerkrahmung sowie den Heiligen Christophorus. Im Hof verläuft entlang der West- und Ostseite im Obergeschoß ein offener Arkadengang mit Segmentbogenöffnungen 18. Jahrhundert. Bogenöffnungen auf Konsolen im Erdgeschoß stammen aus dem späten 15./frühen 16. Jahrhundert. Über der Durchfahrt erhebt sich ein Pyramidenkamin. | BDA-Hist.: Q37962779 Status: Bescheid Stand der BDA-Liste: 2025-06-30 Name: Bürgerhaus, Haimingerhof, Heimingerhof GstNr.: .128 Weißenkirchen Haimingerhof                                               |
| ja   | Datei hochladen | Bürgerhaus HERIS-ID: 58451 Objekt-ID: 69120                                                     | Freisingerplatz 53 Standort KG: Weißenkirchen                   | Das Haus Weißenkirchen 53 wurde um 1653 urkundlich erwähnt. | BDA-Hist.: Q38083471 Status: Bescheid Stand der BDA-Liste: 2025-06-30 Name: Bürgerhaus GstNr.: .161 |
| ja   | Datei hochladen | Bürgerhaus, Flamm- oder Raffelbergerhof HERIS-ID: 35263 Objekt-ID: 33936                        | Freisingerplatz 54 Standort KG: Weißenkirchen                   | Der Flammhof, auch als Raffelsbergerhof (früher auch: Wein-Haus im Schlott) bezeichnet, ist das ehemalige Schiffsmeisterhaus von Weißenkirchen. Der zweigeschoßige Bau entstand wohl durch die Zusammenziehung zweier Häuser durch den Schiffmeister Michl Trauner um 1574 und wurde in der zweiten Hälfte des 18. Jahrhunderts erweitert. Der offene Arkadengang auf Konsolgesims, der die beiden Teile verbindet, ist mit 1574 bezeichnet. Der schmale barocke Vorbau mit geschweißtem Blendgiebel und barocken Fensterkörben hat zwei Nischen, in denen eine Johannes-Nepomuk-Statue und eine Pietà-Statue sich befinden. | BDA-Hist.: Q37962714 Status: Bescheid Stand der BDA-Liste: 2025-06-30 Name: Bürgerhaus, Flamm- oder Raffelbergerhof GstNr.: .163 Weißenkirchen Flammhof                                                  |
| ja   | Datei hochladen | Bürgerhaus, Freisingerhof HERIS-ID: 35264 Objekt-ID: 33937                                      | Freisingerplatz 55 Standort KG: Weißenkirchen                   | Der Freisingerhof ist ein breitgelagerter, zweigeschoßiger Weinhauerhof mit Baukern aus der zweiten Hälfte des 16. Jahrhunderts. Über seinem niedrig gelegenen rundbogigen Mitteltor befindet sich ein Erker auf Konsolen. Die architektonische Sgraffitomalerei an der Fassade stammt aus dem 18. Jahrhundert (?). Auf das 16. Jahrhundert gehen die Reste der Ortsteinsgraffitomalerei zurück. | BDA-Hist.: Q37962729 Status: Bescheid Stand der BDA-Liste: 2025-06-30 Name: Bürgerhaus, Freisingerhof GstNr.: 97/2 Weißenkirchen Freisingerhof                                                           |
| ja   | Datei hochladen | Wohnhaus HERIS-ID: 58429 Objekt-ID: 69098                                                       | Hauersteig 199 Standort KG: Weißenkirchen                       | | BDA-Hist.: Q38083229 Status: Bescheid Stand der BDA-Liste: 2025-06-30 Name: Wohnhaus GstNr.: .205 |
| ja   | Datei hochladen | Villa HERIS-ID: 45162 Objekt-ID: 46074                                                          | Kirchensteig 179 Standort KG: Weißenkirchen                     | Die Villa Palisa wurde 1906 vom Wiener Stadtbaumeister Karl Palisa erbaut. | BDA-Hist.: Q38013913 Status: Bescheid Stand der BDA-Liste: 2025-06-30 Name: Villa GstNr.: 2153/2 |
| ja   | Datei hochladen | Wohn- und Winzerhaus HERIS-ID: 35254 Objekt-ID: 33927                                           | Kremser Straße 8 Standort KG: Weißenkirchen                     | Das Wohn- und Winzerhaus stammt im Kern vermutlich aus dem 16./17. Jahrhundert. | BDA-Hist.: Q37962578 Status: Bescheid Stand der BDA-Liste: 2025-06-30 Name: Wohn- und Winzerhaus GstNr.: .6, 9 Weißenkirchen in der Wachau 8                                                             |
| ja   | Datei hochladen | Bürgerhaus HERIS-ID: 45141 Objekt-ID: 46053                                                     | Kremser Straße 12 Standort KG: Weißenkirchen                    | Das Bürgerhaus Weißenkirchen 12 ist im Erdgeschoß biedermeierlich fassadiert und im Lanzettgitter mit 1844 bezeichnet. Die Gestaltung des Obergeschoßes geht auf das dritte Viertel des 19. Jahrhunderts zurück. | BDA-Hist.: Q38013668 Status: Bescheid Stand der BDA-Liste: 2025-06-30 Name: Bürgerhaus GstNr.: .10 |
| ja   | Datei hochladen | Wohnhaus HERIS-ID: 58455 Objekt-ID: 69125seit 2017                                              | Laimgrubgasse 158 Standort KG: Weißenkirchen                    | | BDA-Hist.: Q38083497 Status: Bescheid Stand der BDA-Liste: 2025-06-30 Name: Wohnhaus GstNr.: .108 |
| ja   | Datei hochladen | Wohnhaus HERIS-ID: 58456 Objekt-ID: 69126seit 2017                                              | Laimgrubgasse 161 Standort KG: Weißenkirchen                    | Dieses eingeschoßige Wohnhaus verfügt über ein Schopfwalmdach und ein seitliches Hoftor. | BDA-Hist.: Q38083507 Status: Bescheid Stand der BDA-Liste: 2025-06-30 Name: Wohnhaus GstNr.: 141, .111                                                                                                   |
| ja   | Datei hochladen | Wohnhaus HERIS-ID: 58457 Objekt-ID: 69127seit 2017                                              | Laimgrubgasse 162 Standort KG: Weißenkirchen                    | Dieses eingeschoßige Wohnhaus verfügt über ein Schopfwalmdach und ein seitliches Hoftor. | BDA-Hist.: Q38083516 Status: Bescheid Stand der BDA-Liste: 2025-06-30 Name: Wohnhaus GstNr.: .112 |
| ja   | Datei hochladen | Wohnhaus HERIS-ID: 58430 Objekt-ID: 69099                                                       | Landstraße 26 Standort KG: Weißenkirchen                        | Das Haus Nr. 26 ist ein zweigeschoßiger traufständiger Bau mit Kern aus der zweiten Hälfte des 16. Jahrhunderts. Es verfügt über einen zweiachsigen Breiterker auf abgewellten Konsolen. Innen wölbt sich eine Stichkappentonne auf abgefasten Wandpfeilern. | BDA-Hist.: Q38083241 Status: Bescheid Stand der BDA-Liste: 2025-06-30 Name: Wohnhaus GstNr.: .137 Weißenkirchen in der Wachau 26                                                                         |
| ja   | Datei hochladen | Wohnhaus HERIS-ID: 58431 Objekt-ID: 69100                                                       | Landstraße 27 Standort KG: Weißenkirchen                        | Das Wohnhaus Weißenkirchen 27 gehörte ursprünglich mit dem Nachbarhaus zusammen und war um 1450 das Haus des Marktrichters Jobst Windinger. Bei der Feuersbrunst 1793 brannte es ab und wurde danach wieder instand gesetzt. | BDA-Hist.: Q38083260 Status: Bescheid Stand der BDA-Liste: 2025-06-30 Name: Wohnhaus GstNr.: .177/1 |
| ja   | Datei hochladen | Wohnhaus HERIS-ID: 58432 Objekt-ID: 69101seit 2017                                              | Landstraße 28 Standort KG: Weißenkirchen                        | Ein Holzbalken im Inneren dieses Hauses ist mit der Jahreszahl 1784 bezeichnet. | BDA-Hist.: Q38083268 Status: Bescheid Stand der BDA-Liste: 2025-06-30 Name: Wohnhaus GstNr.: .138 |
| ja   | Datei hochladen | ehem. Gasthaus Zum goldenen Löwen HERIS-ID: 35259 Objekt-ID: 33932                              | Landstraße 29 Standort KG: Weißenkirchen                        | Das ehemalige Gasthaus Zum goldenen Löwen ist ein zweigeschoßiger traufständiger Bau, dessen Front der Straßenkrümmung angepasst ist. Die ältesten Bauteile stammen aus dem späten 15. und dem frühen 16. Jahrhundert sowie aus der Mitte des 16. Jahrhunderts. Die schlichte Fassadierung sowie das schmiedeeiserne Hauszeichen gehen auf die erste Hälfte des 19. Jahrhunderts zurück. Unter dem Putz ist teilweise der ursprüngliche Sgraffitodekor sichtbar. | BDA-Hist.: Q37962654 Status: Bescheid Stand der BDA-Liste: 2025-06-30 Name: ehem. Gasthaus Zum goldenen Löwen GstNr.: .176                                                                               |
| ja   | Datei hochladen | Wohnhaus HERIS-ID: 58435 Objekt-ID: 69104seit 2017                                              | Landstraße 33 Standort KG: Weißenkirchen                        | Dieses zweigeschoßige Haus verfügt über ein Schopfwalmdach und einen Erker auf Konsolen vom Baukern des späten 16. bis frühen 17. Jahrhunderts. | BDA-Hist.: Q38083298 Status: Bescheid Stand der BDA-Liste: 2025-06-30 Name: Wohnhaus GstNr.: 92 |
| ja   | Datei hochladen | Wohnhaus HERIS-ID: 58436 Objekt-ID: 69105seit 2017                                              | Landstraße 34 Standort KG: Weißenkirchen                        | | BDA-Hist.: Q38083308 Status: Bescheid Stand der BDA-Liste: 2025-06-30 Name: Wohnhaus GstNr.: 96/1 |
| ja   | Datei hochladen | Wohnhaus HERIS-ID: 58437 Objekt-ID: 69106                                                       | Landstraße 35 Standort KG: Weißenkirchen                        | Das ehemalige Schiffsmeisterhaus ist ein zweigeschoßiger, breitgelagerter, der Straßenkurve angepasster Bau mit Kern aus der Mitte des 16. Jahrhunderts, Korbbogenportal des 18. Jahrhunderts, Durchfahrthalle mit Stichkappengewölbe aus der Mitte des 16. Jahrhunderts und einem Platzlgewölbe aus dem 18. Jahrhundert im Erdgeschoß. | BDA-Hist.: Q38083317 Status: Bescheid Stand der BDA-Liste: 2025-06-30 Name: Wohnhaus GstNr.: .147 |
| ja   | Datei hochladen | Wohnhaus, ehem. Klosterlesehof HERIS-ID: 58438 Objekt-ID: 69107seit 2017                        | Landstraße 36 Standort KG: Weißenkirchen                        | Dieser Dreiseithof ist mit der Jahreszahl 1693 bezeichnet. Die Deutung als Klosterlesehof mit Bezug auf das Jahr 1603 ist laut Dehio mit Unsicherheit behaftet. | BDA-Hist.: Q38083327 Status: Bescheid Stand der BDA-Liste: 2025-06-30 Name: Wohnhaus, ehem. Klosterlesehof GstNr.: .146                                                                                  |
| ja   | Datei hochladen | Wohnhaus HERIS-ID: 58439 Objekt-ID: 69108seit 2017                                              | Landstraße 37 Standort KG: Weißenkirchen                        | | BDA-Hist.: Q38083339 Status: Bescheid Stand der BDA-Liste: 2025-06-30 Name: Wohnhaus GstNr.: .145 |
| ja   | Datei hochladen | Wohnhaus, Manghof HERIS-ID: 58440 Objekt-ID: 69109                                              | Landstraße 38 Standort KG: Weißenkirchen                        | Das Haus Nr. 38 ist ein zurückgesetzter, zweigeschoßiger Bau mit Schopfwalmdach. Es stammt im Kern aus dem 18. Jahrhundert und wurde in alten Formen erneuert. | BDA-Hist.: Q38083351 Status: Bescheid Stand der BDA-Liste: 2025-06-30 Name: Wohnhaus, Manghof GstNr.: .148                                                                                               |
| ja   | Datei hochladen | Wohnhaus HERIS-ID: 58441 Objekt-ID: 69110seit 2017                                              | Landstraße 39 Standort KG: Weißenkirchen                        | | BDA-Hist.: Q38083372 Status: Bescheid Stand der BDA-Liste: 2025-06-30 Name: Wohnhaus GstNr.: 125 |
| ja   | Datei hochladen | Bürgerhaus HERIS-ID: 45148 Objekt-ID: 46060                                                     | Marktplatz 20 Standort KG: Weißenkirchen                        | Das Bürgerhaus Marktplatz 20 (vormals Weißenkirchen 20) ist zusammen mit Weißenkirchen 18 und 24 Teil einer ehemaligen Lehensritterburg. Es stammt im Kern aus dem frühen 16. und dem frühen 17. Jahrhundert, seine schlichte Fassadierung aus der Mitte des 18. Jahrhunderts. Der kleine Hof ist ein Rest des Arkadenhofes der ehemaligen Burg. Im Obergeschoß verlaufen segmentbogige Pfeilerarkaden und es ist ein spätgotisches verstäbtes Fenster aus dem ersten Drittel des 16. Jahrhunderts zu sehen. | BDA-Hist.: Q38013746 Status: Bescheid Stand der BDA-Liste: 2025-06-30 Name: Bürgerhaus GstNr.: 1 |
| ja   | Datei hochladen | Teisenhoferhof (bachseitig) HERIS-ID: 35256 Objekt-ID: 33929                                    | Marktplatz 22 Standort KG: Weißenkirchen                        | Der Teisenhofer- oder Schützenhof ist eine ausgedehnte, burgartige, vierflügelige Anlage um einen unregelmäßigen Hof am westlichen Fuß des Kirchenplateaus. Er wurde durch Heinrich Teisenhofer Mitte des 15. Jahrhunderts erbaut und 1542 durch Ratsrichter Michael Gebl erweitert. Sein geknickter Südtrakt bildet die nördliche Front des Marktplatzes. | BDA-Hist.: Q37962608 Status: Bescheid Stand der BDA-Liste: 2025-06-30 Name: Teisenhoferhof (bachseitig) GstNr.: .28/1 Weißenkirchen Teisenhoferhof                                                       |
| ja   | Datei hochladen | Teisenhoferhof (kirchenseitig) HERIS-ID: 35257 Objekt-ID: 33930                                 | Marktplatz 177 Standort KG: Weißenkirchen                       | siehe Teisenhoferhof (bachseitig) | BDA-Hist.: Q37962624 Status: Bescheid Stand der BDA-Liste: 2025-06-30 Name: Teisenhoferhof (kirchenseitig) GstNr.: .28/1 Weißenkirchen Teisenhoferhof                                                    |
| ja   | Datei hochladen | Bürgerhaus HERIS-ID: 45160 Objekt-ID: 46072                                                     | Obere Bachgasse 72 Standort KG: Weißenkirchen                   | Das Haus Nr. 72 ist ein zweigeschoßiger Bau mit Schopfwalmdach und Dachbödlaufzug. Sein Baukern stammt wahrscheinlich aus dem 16. Jahrhundert. | BDA-Hist.: Q38013884 Status: Bescheid Stand der BDA-Liste: 2025-06-30 Name: Bürgerhaus GstNr.: .75 |
| ja   | Datei hochladen | Bürgerhaus HERIS-ID: 46526 Objekt-ID: 48614                                                     | Obere Bachgasse 80 Standort KG: Weißenkirchen                   | Das breitgelagerte, zweigeschoßige Haus Nr. 80 hat eine schlichte Fassade aus dem ersten Viertel des 19. Jahrhunderts und einen wahrscheinlich älteren Kern. | BDA-Hist.: Q38022217 Status: Bescheid Stand der BDA-Liste: 2025-06-30 Name: Bürgerhaus GstNr.: .71 |
| ja   | Datei hochladen | Bürgerhaus, Manghof HERIS-ID: 35269 Objekt-ID: 33942                                            | Obere Bachgasse 86 Standort KG: Weißenkirchen                   | Der Manghof ist ein wuchtiger, zweigeschoßiger Bau mit steilem Walmdach, errichtet im Jahre 1523 (?). Seine Fassadengestaltung mit Lisenen geht auf das späte 18. Jahrhundert zurück; die Fenstersohlbänke auf das späte 17. Jahrhundert. Seitlich liegt ein Rundbogentor mit reliefiertem Wappen an der Hofwand. Die unregelmäßige Anlage besteht aus mehreren Bauteilen, die um zwei versetzte Höfe angeordnet sind; dazwischen verläuft über einen Schwibbogen ein hoher Brückengang. Südseitig steht eine Scheune aus Bruchstein, errichtet im ersten Viertel des 16. Jahrhunderts. An der Nord- und Ostseite verläuft im Obergeschoß ein Arkadengang auf Pfeilern, der in runden und gestelzten Bögen geöffnet und in der Nordostecke loggienartig ausgeweitet ist. Der im dritten Viertel des 16. Jahrhunderts angelegte Gang verfügt über Spiegelgewölbe mit Stichkappenkranz sowie über Rundstabprofilierung an den Kanten. Innen gibt es im Obergeschoß einen Saal mit weitem Kreuzgratgewölbe und angeputzten Bändern auf abgefasten Wandpfeilern mit profilierten Kapitellen, der auf das dritte Viertel des 16. Jahrhunderts datiert wird. | BDA-Hist.: Q37962809 Status: Bescheid Stand der BDA-Liste: 2025-06-30 Name: Bürgerhaus, Manghof GstNr.: .64 Weißenkirchen Manghof                                                                        |
| ja   | Datei hochladen | Bürgerhaus, Hauerhaus HERIS-ID: 46531 Objekt-ID: 48619                                          | Obere Bachgasse 87 Standort KG: Weißenkirchen                   | Das Haus Weißenkirchen 87 („Haus zunächst des Pfarrhofes“) wurde 1609 urkundlich erwähnt. Die letzten Jahre bis 1673 wurde es in den Steuerregistern als Brandstatt geführt. | BDA-Hist.: Q38022254 Status: Bescheid Stand der BDA-Liste: 2025-06-30 Name: Bürgerhaus, Hauerhaus GstNr.: .65                                                                                            |
| ja   | Datei hochladen | Bürgerhaus HERIS-ID: 46537 Objekt-ID: 48625                                                     | Obere Bachgasse 93 Standort KG: Weißenkirchen                   | Das Bürgerhaus Weißenkirchen 93 wurde 1575 urkundlich erwähnt. Ab etwa 1650 lag es mehrere Jahre öd, bis es Ende des 17./Anfang des 18. Jahrhunderts wiederhergestellt wurde. | BDA-Hist.: Q38022315 Status: Bescheid Stand der BDA-Liste: 2025-06-30 Name: Bürgerhaus GstNr.: 43 |
| ja   | Datei hochladen | Bürgerhaus, Hauerhaus HERIS-ID: 46539 Objekt-ID: 48627                                          | Obere Bachgasse 96 Standort KG: Weißenkirchen                   | Das Haus Weißenkirchen 96 („Haus, ander Theil“) wurde 1575 urkundlich erwähnt. | BDA-Hist.: Q38022326 Status: Bescheid Stand der BDA-Liste: 2025-06-30 Name: Bürgerhaus, Hauerhaus GstNr.: .55 Weißenkirchen in der Wachau 96                                                             |
| ja   | Datei hochladen | Bürgerhaus, Hauerhaus HERIS-ID: 46540 Objekt-ID: 48628                                          | Obere Bachgasse 97 Standort KG: Weißenkirchen                   | Das Haus Weißenkirchen 97 („halbs Haus“) wurde 1523 urkundlich erwähnt. | BDA-Hist.: Q38022336 Status: Bescheid Stand der BDA-Liste: 2025-06-30 Name: Bürgerhaus, Hauerhaus GstNr.: .54                                                                                            |
| ja   | Datei hochladen | Wohnhaus, ehem. Mühle HERIS-ID: 46544 Objekt-ID: 48632                                          | Obere Bachgasse 101 Standort KG: Weißenkirchen                  | Das Wohnhaus Weißenkirchen 101 gehörte bis etwa 1860 zu Haus Nr. 102. | BDA-Hist.: Q38022376 Status: Bescheid Stand der BDA-Liste: 2025-06-30 Name: Wohnhaus, ehem. Mühle GstNr.: 2158/1 Weißenkirchen in der Wachau 101                                                         |
| ja   | Datei hochladen | Wohnhaus, ehem. Mühle HERIS-ID: 46545 Objekt-ID: 48633                                          | Obere Bachgasse 102 Standort KG: Weißenkirchen                  | Das Wohnhaus Weißenkirchen 102, eine ehemalige Mühle, wurde 1641 urkundlich erwähnt. Bis etwa 1860 bildete es eine Einheit mit dem Haus Nr. 101. | BDA-Hist.: Q38022387 Status: Bescheid Stand der BDA-Liste: 2025-06-30 Name: Wohnhaus, ehem. Mühle GstNr.: 696 Weißenkirchen in der Wachau 102                                                            |
| ja   | Datei hochladen | Wohnhaus HERIS-ID: 58433 Objekt-ID: 69102                                                       | Rathausplatz 30 Standort KG: Weißenkirchen                      | Das Wohnhaus Weißenkirchen 30, früher „Haus bei der Straß im Schlott“ genannt, wird 1546 im Grundbuch der Herrschaft Dürnstein erwähnt. | BDA-Hist.: Q38083276 Status: Bescheid Stand der BDA-Liste: 2025-06-30 Name: Wohnhaus GstNr.: .139 |
| ja   | Datei hochladen | Wohnhaus HERIS-ID: 58434 Objekt-ID: 69103                                                       | Rathausplatz 31 Standort KG: Weißenkirchen                      | Das Haus Nr. 31 ist ein zweigeschoßiger Eckbau mit Schopfwalmdach, Ortsteinnutung und Fenstersohlbänken vom Baukern aus der zweiten Hälfte des 16. Jahrhunderts. Das schmiedeeiserne Hauszeichen wurde in der ersten Hälfte des 19. Jahrhunderts angefertigt. | BDA-Hist.: Q38083287 Status: Bescheid Stand der BDA-Liste: 2025-06-30 Name: Wohnhaus GstNr.: .142/2 Weißenkirchen in der Wachau 31                                                                       |
| ja   | Datei hochladen | Gemeindeamt HERIS-ID: 35260 Objekt-ID: 33933                                                    | Rathausplatz 32 Standort KG: Weißenkirchen                      | Das Rathaus von Weißenkirchen ist ein zweigeschoßiger, traufständiger Bau mit Kern aus der zweiten Hälfte des 16. Jahrhunderts. Es verfügt über eine Rauchkuchl mit Kamin und Schwalbenschwanzzinnen. Innen befinden sich im Obergeschoß Kreuzgratgewölbe, Türgewände aus der zweiten Hälfte des 16. Jahrhunderts sowie eine vermutlich 1580 geschaffene Holzbalkendecke. | BDA-Hist.: Q37962670 Status: Bescheid Stand der BDA-Liste: 2025-06-30 Name: Gemeindeamt GstNr.: .143/2 Gemeindeamt Weißenkirchen in der Wachau                                                           |
| ja   | Datei hochladen | Rauchküche HERIS-ID: 35272 Objekt-ID: 33945                                                     | Rathausplatz 167 Standort KG: Weißenkirchen                     | Das zweigeschoßige Haus stammt im Kern aus der zweiten Hälfte des 16. Jahrhunderts. Hofseitig sind die Reste eines Erkers erhalten. Über der ehemaligen Rauchküche erhebt sich ein oktogonaler Kamin mit Schwalbenschwanzzinnen. | BDA-Hist.: Q37962854 Status: Bescheid Stand der BDA-Liste: 2025-06-30 Name: Rauchküche GstNr.: 122/2 Weißenkirchen in der Wachau 167                                                                     |
| ja   | Datei hochladen | Wohnhaus HERIS-ID: 58443 Objekt-ID: 69112                                                       | Rollfährestraße 41 Standort KG: Weißenkirchen                   | Das Wohnhaus Weißenkirchen 41 wurde 1523 urkundlich erwähnt. | BDA-Hist.: Q38083382 Status: Bescheid Stand der BDA-Liste: 2025-06-30 Name: Wohnhaus GstNr.: 96/2 |
| ja   | Datei hochladen | Hauerhaus HERIS-ID: 35261 Objekt-ID: 33934                                                      | Rollfährestraße 42 Standort KG: Weißenkirchen                   | Das Haus Nr. 42 verfügt über einen Erker auf Konsolen vom alten Kern des späten 16./frühen 17. Jahrhunderts. | BDA-Hist.: Q37962686 Status: Bescheid Stand der BDA-Liste: 2025-06-30 Name: Hauerhaus GstNr.: .172 |
| ja   | Datei hochladen | Wohnhaus HERIS-ID: 58445 Objekt-ID: 69114seit 2017                                              | Rollfährestraße 43 Standort KG: Weißenkirchen                   | | BDA-Hist.: Q38083406 Status: Bescheid Stand der BDA-Liste: 2025-06-30 Name: Wohnhaus GstNr.: .171 |
| ja   | Datei hochladen | Bürgerhaus HERIS-ID: 35262 Objekt-ID: 33935                                                     | Rollfährestraße 44 Standort KG: Weißenkirchen                   | Das ehemalige Badhaus, urkundlich erwähnt 1315, ist ein zweigeschoßiger Bau mit Schopfwalmdach und Dachspeichergeschoß. Im Obergeschoß befindet sich ein Erker auf Konsolen. Die Fassade verfügt über architektonische Sgraffitomlerei aus der ersten Hälfte des 17. Jahrhunderts. | BDA-Hist.: Q37962700 Status: Bescheid Stand der BDA-Liste: 2025-06-30 Name: Bürgerhaus GstNr.: .170 |
| ja   | Datei hochladen | Wohnhaus HERIS-ID: 58446 Objekt-ID: 69115seit 2017                                              | Rollfährestraße 45 Standort KG: Weißenkirchen                   | | BDA-Hist.: Q38083419 Status: Bescheid Stand der BDA-Liste: 2025-06-30 Name: Wohnhaus GstNr.: .169 |
| ja   | Datei hochladen | Wohnhaus HERIS-ID: 58447 Objekt-ID: 69116                                                       | Rollfährestraße 46 Standort KG: Weißenkirchen                   | Das Wohnhaus Weißenkirchen 46 wurde 1575 urkundlich erwähnt. | BDA-Hist.: Q38083430 Status: Bescheid Stand der BDA-Liste: 2025-06-30 Name: Wohnhaus GstNr.: .156 |
| ja   | Datei hochladen | Wohnhaus HERIS-ID: 58461 Objekt-ID: 69132                                                       | Rollfährestraße 183 Standort KG: Weißenkirchen                  | | BDA-Hist.: Q38083567 Status: Bescheid Stand der BDA-Liste: 2025-06-30 Name: Wohnhaus GstNr.: 116/4 |
| ja   | Datei hochladen | Bürgerhaus HERIS-ID: 45156 Objekt-ID: 46068                                                     | Schwibbogen 67 Standort KG: Weißenkirchen                       | Das Bürgerhaus Weißenkirchen 67 ist ein zweigeschoßiger Bau mit verbrettertem Schopfwalmdach, das im Kern aus dem 15. oder frühen 16. Jahrhundert stammt. Seine weite, platzlgewölbte Durchfahrt wurde im 18. Jahrhundert gebaut. | BDA-Hist.: Q38013818 Status: Bescheid Stand der BDA-Liste: 2025-06-30 Name: Bürgerhaus GstNr.: .129 |
| ja   | Datei hochladen | Wohnhaus HERIS-ID: 58458 Objekt-ID: 69128seit 2017                                              | Seiberstraße 163 Standort KG: Weißenkirchen                     | | BDA-Hist.: Q38083525 Status: Bescheid Stand der BDA-Liste: 2025-06-30 Name: Wohnhaus GstNr.: .116 |
| ja   | Datei hochladen | Wohnhaus HERIS-ID: 58459 Objekt-ID: 69129seit 2017                                              | Seiberstraße 164 Standort KG: Weißenkirchen                     | | BDA-Hist.: Q38083533 Status: Bescheid Stand der BDA-Liste: 2025-06-30 Name: Wohnhaus GstNr.: .117 |
| ja   | Datei hochladen | Wohnhaus, ehem. Lesehof HERIS-ID: 62452 Objekt-ID: 75004                                        | Seiberstraße 165 Standort KG: Weißenkirchen                     | Der ehemalige Lesehof des Paulinerklosters Unteranna ist ein ein- bis zweigeschoßiger Baublock mit steilem Walmdach und Baukern aus dem 15. Jahrhundert. Die Fassade hat eine schlichte Lisenengliederung und einen altanartigen Vorbau auf Säulen aus der ersten Hälfte des 18. Jahrhunderts. | BDA-Hist.: Q38099741 Status: Bescheid Stand der BDA-Liste: 2025-06-30 Name: Wohnhaus, ehem. Lesehof GstNr.: 135                                                                                          |
| ja   | Datei hochladen | Wohnhaus HERIS-ID: 58460 Objekt-ID: 69131seit 2017                                              | Seiberstraße 166 Standort KG: Weißenkirchen                     | | BDA-Hist.: Q38083554 Status: Bescheid Stand der BDA-Liste: 2025-06-30 Name: Wohnhaus GstNr.: 131 |
| ja   | Datei hochladen | Wohnhaus HERIS-ID: 58452 Objekt-ID: 69121                                                       | Untere Bachgasse 57 Standort KG: Weißenkirchen                  | Das Wohnhaus Weißenkirchen 57 wurde 1521 als „Auersperg Hoff“ urkundlich erwähnt. | BDA-Hist.: Q38083482 Status: Bescheid Stand der BDA-Liste: 2025-06-30 Name: Wohnhaus GstNr.: .167/2 |
| ja   | Datei hochladen | Wohnhaus HERIS-ID: 58453 Objekt-ID: 69122                                                       | Untere Bachgasse 58 Standort KG: Weißenkirchen                  | Das Haus Weißenkirchen 58 wurde 1575 urkundlich erwähnt. | BDA-Hist.: Q38083490 Status: Bescheid Stand der BDA-Liste: 2025-06-30 Name: Wohnhaus GstNr.: .168 |
| ja   | Datei hochladen | Bürgerhaus HERIS-ID: 35265 Objekt-ID: 33938                                                     | Untere Bachgasse 60 Standort KG: Weißenkirchen                  | Das Haus an der Ecke Bachgasse/Seiberstraße ist ein ehemaliger Lehensritterhof mit ein bis zwei Geschoßen und einem Baukern aus dem 15./16. Jahrhundert. An der nördlichen Schmalseite befindet sich unter dem Schopfwalmdach ein Speichergeschoß und der im 19. Jahrhundert umgebaute Rest eines Flacherkers. Südlich erhebt sich ein zweigeschoßiger, quadratischer Turm mit Zeltdach aus dem späten 15./frühen 16. Jahrhundert. | BDA-Hist.: Q37962746 Status: Bescheid Stand der BDA-Liste: 2025-06-30 Name: Bürgerhaus GstNr.: .178/1 |
| ja   | Datei hochladen | Wohnhaus, Teil des Lesehofs der Herren von Auersperg HERIS-ID: 58462 Objekt-ID: 69133seit 2017  | Untere Bachgasse 187 Standort KG: Weißenkirchen                 | | BDA-Hist.: Q38083577 Status: Bescheid Stand der BDA-Liste: 2025-06-30 Name: Wohnhaus, Teil des Lesehofs der Herren von Auersperg GstNr.: 1869/1                                                          |
| ja   | Datei hochladen | Wohnhaus HERIS-ID: 58448 Objekt-ID: 69117                                                       | Wachaustraße 47 Standort KG: Weißenkirchen                      | Der ehemalige Lesehof der Kartause Gaming an der Ecke Bachgasse/Donauuferstraße ist ein zweigeschoßiger Bau mit Schopfwalmdach und Speichergeschoß. Es verfügt über einen einachsigen Mittelerker auf abgewellten Konsolen, der wahrscheinlich aus dem 17. Jahrhundert stammt. | BDA-Hist.: Q38083440 Status: Bescheid Stand der BDA-Liste: 2025-06-30 Name: Wohnhaus GstNr.: .155, .185 Weißenkirchen in der Wachau 47                                                                   |
| ja   | Datei hochladen | Ehem. Salzstadel HERIS-ID: 35273 Objekt-ID: 33946                                               | Wachaustraße 202 Standort KG: Weißenkirchen                     | Das Haus Nr. 202 ist ein an drei ehemalige Salzspeicher anschließender Bau von 1912 in Formen des Heimatstils. | BDA-Hist.: Q37962870 Status: Bescheid Stand der BDA-Liste: 2025-06-30 Name: Ehem. Salzstadel GstNr.: .152/1                                                                                              |
| ja   | Datei hochladen | Ehem. Salzstadl HERIS-ID: 35274 Objekt-ID: 33947                                                | Wachaustraße 233 Standort KG: Weißenkirchen                     | Die drei ehemaligen Salzspeicher an der Donauuferstraße stammen aus dem späten 17. Jahrhundert. Sie sind durch Schopfwalmdächer gedeckt. Die Bezeichnung mit der Jahreszahl 1910 an einer Holzbalkendecke im Inneren bezieht sich vermutlich auf eine Renovierung. An die Speicher schließt ein Haus in Formen des Heimatstils an. | BDA-Hist.: Q37962885 Status: Bescheid Stand der BDA-Liste: 2025-06-30 Name: Ehem. Salzstadl GstNr.: .152/2, .154                                                                                         |
| ja   | Datei hochladen | Wohnhaus HERIS-ID: 58394 Objekt-ID: 69063seit 2019                                              | Wasserweg 120 Standort KG: Weißenkirchen                        | | BDA-Hist.: Q105645874 Status: Bescheid Stand der BDA-Liste: 2025-06-30 Name: Wohnhaus GstNr.: .81/2 |
| ja   | Datei hochladen | Bürgerhaus HERIS-ID: 46550 Objekt-ID: 48638                                                     | Weitenbergweg 108 Standort KG: Weißenkirchen                    | Das Bürgerhaus Weitenbergweg 108 (vormals Weißenkirchen 108) wird 1575 urkundlich erwähnt. | BDA-Hist.: Q38022446 Status: Bescheid Stand der BDA-Liste: 2025-06-30 Name: Bürgerhaus GstNr.: 26 |
| ja   | Datei hochladen | Bürgerhaus, Hauerhaus HERIS-ID: 45130 Objekt-ID: 46042                                          | Kremser Straße 1 Standort KG: Weißenkirchen                     | Das Hauerhaus Kremser Straße 1 (vormals Weißenkirchen 1) ist an der Haustür mit „1839 F J St“ bezeichnet, womit vermutlich die ehemalige Besitzer Franz und Johanna Stöller gemeint sind. Seit Anfang des 20. Jahrhunderts ist das Haus im Besitz der Familie Jäger, die dort ein Weingut betreibt. | BDA-Hist.: Q38013545 Status: Bescheid Stand der BDA-Liste: 2025-06-30 Name: Bürgerhaus, Hauerhaus GstNr.: .166                                                                                           |
| ja   | Datei hochladen | Ehem. Presshaus HERIS-ID: 45132 Objekt-ID: 46044                                                | Kremser Straße 2 Standort KG: Weißenkirchen                     | Das Hauerhaus Kremser Straße 2 ist ein ehemaliger Keller des Stiftes Seitenstetten. | BDA-Hist.: Q38013567 Status: Bescheid Stand der BDA-Liste: 2025-06-30 Name: Ehem. Presshaus GstNr.: .1                                                                                                   |
| ja   | Datei hochladen | Pfarrhof HERIS-ID: 45137 Objekt-ID: 46049                                                       | Kremser Straße 3 Standort KG: Weißenkirchen                     | Das Gebäude, das seit 1872 als Pfarrhof von Weißenkirchen dient, wurde 1750 oder früher als Keller des Stiftes Freising erbaut. | BDA-Hist.: Q38013617 Status: Bescheid Stand der BDA-Liste: 2025-06-30 Name: Pfarrhof GstNr.: .2, 2150 |
| ja   | Datei hochladen | Bürgerhaus HERIS-ID: 45133 Objekt-ID: 46045                                                     | Kremser Straße 4 Standort KG: Weißenkirchen                     | Das Haus Kremser Straße 4 ist ein ehemaliges Mauthaus. Noch 1852 wird ein Mautpächter namens Penka erwähnt. | BDA-Hist.: Q38013578 Status: Bescheid Stand der BDA-Liste: 2025-06-30 Name: Bürgerhaus GstNr.: .3 |
| ja   | Datei hochladen | Bürgerhaus HERIS-ID: 45134 Objekt-ID: 46046                                                     | Kremser Straße 5 Standort KG: Weißenkirchen                     | | BDA-Hist.: Q38013588 Status: Bescheid Stand der BDA-Liste: 2025-06-30 Name: Bürgerhaus GstNr.: 2170/3 |
| ja   | Datei hochladen | Ehem. Lesehof der Kartause Aggsbach HERIS-ID: 45135 Objekt-ID: 46047                            | Kremser Straße 6 Standort KG: Weißenkirchen                     | Der ehemalige Lesehof der Kartause Aggsbach in Weißenkirchen Nr. 6 wurde 1380 urkundlich erwähnt. | BDA-Hist.: Q38013598 Status: Bescheid Stand der BDA-Liste: 2025-06-30 Name: Ehem. Lesehof der Kartause Aggsbach GstNr.: .5/1                                                                             |
| ja   | Datei hochladen | Ehem. Lesehof der Kartause Aggsbach HERIS-ID: 45136 Objekt-ID: 46048                            | Kremser Straße 7 Standort KG: Weißenkirchen                     | Der ehemalige Lesehof der Kartause Aggsbach in der Kremser Straße 7 (vormals Weißenkirchen Nr. 7) hat ein Schopfwalmdach und einen Baukern aus dem späten 16. Jahrhundert. | BDA-Hist.: Q38013608 Status: Bescheid Stand der BDA-Liste: 2025-06-30 Name: Ehem. Lesehof der Kartause Aggsbach GstNr.: .5/2                                                                             |
| ja   | Datei hochladen | Haus Pell HERIS-ID: 45139 Objekt-ID: 46051                                                      | Kremser Straße 9 Standort KG: Weißenkirchen                     | Ein 1514 abgeschlossener Kaufvertrag über das „Haus in der KrembsGassn am Thor“ bezieht sich wohl auf das Haus Weißenkirchen 9. Bei der Feuersbrunst von 1793 brannte es ab und wurde neu errichtet. Heute sind in dem Haus mehrere Eigentumswohnungen untergebracht. | BDA-Hist.: Q38013649 Status: Bescheid Stand der BDA-Liste: 2025-06-30 Name: Haus Pell GstNr.: .7 Weißenkirchen in der Wachau 9                                                                           |
| ja   | Datei hochladen | Bürgerhaus HERIS-ID: 45140 Objekt-ID: 46052                                                     | Kremser Straße 10 Standort KG: Weißenkirchen                    | Das Haus Weißenkirchen 10 wird in der zweiten Hälfte des 16. Jahrhunderts urkundlich erwähnt. Bei der Feuersbrunst 1793 brannte es ab und wurde neu errichtet. | BDA-Hist.: Q38013659 Status: Bescheid Stand der BDA-Liste: 2025-06-30 Name: Bürgerhaus GstNr.: .8 Weißenkirchen in der Wachau 10                                                                         |
| ja   | Datei hochladen | Bürgerhaus HERIS-ID: 45138 Objekt-ID: 46050                                                     | Kremser Straße 11 Standort KG: Weißenkirchen                    | Das Wohn- und Winzerhaus Weißenkirchen 11 stammt im Kern vermutlich aus dem 16./17. Jahrhundert. | BDA-Hist.: Q38013637 Status: Bescheid Stand der BDA-Liste: 2025-06-30 Name: Bürgerhaus GstNr.: .9 |
| ja   | Datei hochladen | Bürgerhaus HERIS-ID: 45142 Objekt-ID: 46054                                                     | Kremser Straße 13 Standort KG: Weißenkirchen                    | Das Bürgerhaus Weißenkirchen 13 wird im Steuerbuch von 1575 erwähnt. Nach der Feuersbrunst 1793 wurde es neu errichtet. | BDA-Hist.: Q38013678 Status: Bescheid Stand der BDA-Liste: 2025-06-30 Name: Bürgerhaus GstNr.: .11 |
| ja   | Datei hochladen | Bürgerhaus HERIS-ID: 45143 Objekt-ID: 46055                                                     | Kremser Straße 14 Standort KG: Weißenkirchen                    | Das schlichte Fassadierung des Bürgerhauses Weißenkirchen 14 stammt aus der zweiten Hälfte des 19. Jahrhunderts. Im Inneren befindet sich eine ehemalige Rauchkuchl des 16. Jahrhunderts. | BDA-Hist.: Q38013688 Status: Bescheid Stand der BDA-Liste: 2025-06-30 Name: Bürgerhaus GstNr.: .12/2 Weißenkirchen in der Wachau 14                                                                      |
| ja   | Datei hochladen | Bürgerhaus HERIS-ID: 45144 Objekt-ID: 46056                                                     | Kremser Straße 15 Standort KG: Weißenkirchen                    | Das Haus Kremser Straße 15 (vormals Weißenkirchen 15) ist eine ehemalige Bäckerei bzw. Greißlerei. 1523 wird es als Haus des Bäckers Michl Resch urkundlich erwähnt. | BDA-Hist.: Q38013697 Status: Bescheid Stand der BDA-Liste: 2025-06-30 Name: Bürgerhaus GstNr.: 1870/5 |
| ja   | Datei hochladen | Bürgerhaus HERIS-ID: 45145 Objekt-ID: 46057                                                     | Kremser Straße 16 Standort KG: Weißenkirchen                    | Das Haus Weißenkirchen 16 diente einst in den Pfarrhof bzw. in den Schönbühler Hof. 1575 wird es urkundlich erwähnt. Bei der Feuersbrunst 1793 brannte es ab und wurde danach wiederhergestellt. | BDA-Hist.: Q38013707 Status: Bescheid Stand der BDA-Liste: 2025-06-30 Name: Bürgerhaus GstNr.: .15 |
| ja   | Datei hochladen | Bürgerhaus HERIS-ID: 45146 Objekt-ID: 46058                                                     | Kremser Straße 17 Standort KG: Weißenkirchen                    | Das Bürgerhaus Weißenkirchen 17 ist ein zweigeschoßiger und lang gestreckter Bau mit einem Kern aus der zweiten Hälfte des 16. Jahrhunderts. Das stark erneuerte Obergeschoß ist auf Konsolen erkerartig vorgezogen. | BDA-Hist.: Q38013719 Status: Bescheid Stand der BDA-Liste: 2025-06-30 Name: Bürgerhaus GstNr.: .19 |
| ja   | Datei hochladen | Bürgerhaus mit Hauskapelle HERIS-ID: 35255 Objekt-ID: 33928                                     | Kremser Straße 18 Standort KG: Weißenkirchen                    | Das zweigeschoßige und traufständige Bürgerhaus Weißenkirchen 18 ist zusammen mit Nr. 20 und 24 Teil einer ehemaligen Lehensritterburg. Es stammt aus dem ersten Drittel des 16. Jahrhunderts. Die modernisierte Fassade ist durch ein weites, profiliertes Rundbogenportal geöffnet. Darüber sind die Reste eines Erkers auf Konsolen zu sehen. In der Südostecke befindet sich die ehemalige Hauskapelle der Burg, die auf das frühe 16. Jahrhundert zurückgeht. Diese hat einen runden Grundriss, der im Obergeschoß ins Polygon übergeht und verfügt über Spitzbogenfenster mit Dreipassmaßwerk. Das Innere der Kapelle zeigt sich einjochig mit Dreiachtelschluss und kleinteiligem Netzrippengewölbe. | BDA-Hist.: Q37962594 Status: Bescheid Stand der BDA-Liste: 2025-06-30 Name: Bürgerhaus mit Hauskapelle GstNr.: .23                                                                                       |
| ja   | Datei hochladen | Bürgerhaus HERIS-ID: 45147 Objekt-ID: 46059                                                     | Kremser Straße 19 Standort KG: Weißenkirchen                    | Das Haus Weißenkirchen 19, früher oft „Preisische Behausung“ genannt, wurde 1614 urkundlich erwähnt. Damals befand sich darin eine Schmiede. Ältere Dokumente gehen bis auf das Jahr 1392 zurück, wobei es sehr wahrscheinlich aber nicht gesichert ist, dass dieses Haus damit gemeint ist. | BDA-Hist.: Q38013729 Status: Bescheid Stand der BDA-Liste: 2025-06-30 Name: Bürgerhaus GstNr.: .20 |
| ja   | Datei hochladen | Eckhaus HERIS-ID: 45149 Objekt-ID: 46061                                                        | Marktplatz 21 Standort KG: Weißenkirchen                        | Das Bürgerhaus Nr. 21 bildet die Südostecke des Marktplatzes. Der zweigeschoßige Bau mit Walmdach stammt im Kern aus dem 16. Jahrhundert. | BDA-Hist.: Q38013754 Status: Bescheid Stand der BDA-Liste: 2025-06-30 Name: Eckhaus GstNr.: .22 |
| ja   | Datei hochladen | Eckhaus HERIS-ID: 45150 Objekt-ID: 46062                                                        | Marktplatz 23 Standort KG: Weißenkirchen                        | Das Eckhaus Nr. 23 hat ein Walmdach, im Erdgeschoß Putzquaderung, an der Platzseite einen wuchtigen geböschten Stützpfeiler und innen Kreuzgratgewölbe. | BDA-Hist.: Q38013762 Status: Bescheid Stand der BDA-Liste: 2025-06-30 Name: Eckhaus GstNr.: .27 Weißenkirchen in der Wachau 23                                                                           |
| ja   | Datei hochladen | Gasthaus, Pöltnerhof HERIS-ID: 35258 Objekt-ID: 33931                                           | Marktplatz 24 Standort KG: Weißenkirchen                        | Der aus mehreren Bauteilen aus dem 14. bis 18. Jahrhundert bestehende Pöltnerhof ist zusammen mit den Häusern Nr. 18 und 20 Teil einer ehemaligen Lehensritterburg. | BDA-Hist.: Q37962640 Status: Bescheid Stand der BDA-Liste: 2025-06-30 Name: Gasthaus, Pöltnerhof GstNr.: .25 Weißenkirchen in der Wachau 24                                                              |
| ja   | Datei hochladen | Eckhaus HERIS-ID: 45165 Objekt-ID: 46077                                                        | Marktplatz 25 Standort KG: Weißenkirchen                        | Das zweigeschoßige Eckhaus Nr. 25 ist durch ein Satteldach gedeckt. Das Haus stammt aus dem ersten Drittel des 16. Jahrhunderts und verfügt über eine Rauchkuchl mit Kamin. | BDA-Hist.: Q38013950 Status: Bescheid Stand der BDA-Liste: 2025-06-30 Name: Eckhaus GstNr.: .26 |
| ja   | Datei hochladen | Ehem. Mautschifferhaus HERIS-ID: 35266 Objekt-ID: 33939                                         | Landstraße 61 Standort KG: Weißenkirchen                        | Das ehemalige Mautschifferhaus ist ein zweigeschoßiger Bau mit Volutengiebeln an der Südfront, der im Kern aus der ersten Hälfte des 16. Jahrhunderts stammt. Die Fassadierung im Erdgeschoß wurde erneuert. Das Obergeschoß ist durch Gesims und Putzplattendekor aus der Mitte des 18. Jahrhunderts gegliedert. In einem Kartuschenfeld sind auf einer Wandmalerei aus der Zeit um 1810 ein Doppeladler und ein Mautschiff zu sehen. Über dem Hoftor befindet sich ein Flacherker aus der Mitte des 16. Jahrhunderts. Im unregelmäßigen Hof verläuft im Obergeschoß ein modern verbauter kreuzgratgewölbter Laufgang. Das Hinterhaus, ein ehemaliger Stadel mit Schüttboden, stammt im Kern aus dem 16./17. Jahrhundert. Es ist durch ein Schopfwalmdach mit verbrettertem Giebel gedeckt und verfügt über eine Durchfahrthalle mit weiter, gedrückter Stichkappentonne. Im Erdgeschoß liegt ein Raum mit weitem Kreuzgratgewölbe aus der Mitte des 16. Jahrhunderts; im Obergeschoß ein Tonnengewölbe mit auf Lücke gesetzten Stichkappen aus der Mitte des 16. Jahrhunderts.                                                                       | BDA-Hist.: Q37962763 Status: Bescheid Stand der BDA-Liste: 2025-06-30 Name: Ehem. Mautschifferhaus GstNr.: .136 Weißenkirchen in der Wachau 61                                                           |
| ja   | Datei hochladen | Bürgerhaus HERIS-ID: 45151 Objekt-ID: 46063                                                     | Untere Bachgasse 62 Standort KG: Weißenkirchen                  | Das zweigeschoßige und traufständige Haus Nr. 62 stammt im Kern aus dem späten 16./frühen 17. Jahrhundert. Seine schlichte Fassadierung wurde Ende des 18. Jahrhunderts geschaffen. | BDA-Hist.: Q38013773 Status: Bescheid Stand der BDA-Liste: 2025-06-30 Name: Bürgerhaus GstNr.: .135 |
| ja   | Datei hochladen | Bürgerhaus HERIS-ID: 45152 Objekt-ID: 46064                                                     | Untere Bachgasse 63 Standort KG: Weißenkirchen                  | Das zweigeschoßige Haus Nr. 63 stammt im Kern aus dem späten 15./frühen 16. Jahrhundert. Es verfügt über einen geschweiften Blendgiebel aus der Zeit um 1800, einen verbauten ehemaligen Erker sowie ein abgefastes Rundbogentor vom alten Kern. | BDA-Hist.: Q38013782 Status: Bescheid Stand der BDA-Liste: 2025-06-30 Name: Bürgerhaus GstNr.: .134 |
| ja   | Datei hochladen | Bürgerhaus, Hauerhaus HERIS-ID: 45153 Objekt-ID: 46065                                          | Untere Bachgasse 64 Standort KG: Weißenkirchen                  | Das Haus Nr. 64 ist ein zweigeschoßiger traufständiger Bau mit spätmittelalterlichem Kern. Es verfügt über einen Erker auf abgewellten Konsolen, der Rest des Hauses wurde im Laufe der Zeit erneuert. Das aus Bruchsteinen erbaute Hinterhaus hat Ortsteinsgraffitomalereien aus der ersten Hälfte des 16. Jahrhunderts. | BDA-Hist.: Q38013791 Status: Bescheid Stand der BDA-Liste: 2025-06-30 Name: Bürgerhaus, Hauerhaus GstNr.: .133                                                                                           |
| ja   | Datei hochladen | Bürgerhaus HERIS-ID: 45154 Objekt-ID: 46066                                                     | Schwibbogen 65 Standort KG: Weißenkirchen                       | Das eingeschoßige, kubische Haus Nr. 65 hat einen Kern aus der ersten Hälfte des 16. Jahrhunderts und einen großen, von Schwalbenschwanzzinnen bekrönten Pyramidenkamin. | BDA-Hist.: Q38013801 Status: Bescheid Stand der BDA-Liste: 2025-06-30 Name: Bürgerhaus GstNr.: .131 |
| ja   | Datei hochladen | Bürgerhaus, Hauerhaus HERIS-ID: 45155 Objekt-ID: 46067                                          | Schwibbogen 66 Standort KG: Weißenkirchen                       | Das Haus Weißenkirchen 66 wurde 1540 vom Nachbarhaus Nr. 65 abgetrennt. | BDA-Hist.: Q38013807 Status: Bescheid Stand der BDA-Liste: 2025-06-30 Name: Bürgerhaus, Hauerhaus GstNr.: .130                                                                                           |
| ja   | Datei hochladen | Bürgerhaus HERIS-ID: 45157 Objekt-ID: 46069                                                     | Burgstiege 69 Standort KG: Weißenkirchen                        | Die Häuser Nr. 69 und 70 befinden sich am Stiegenaufgang zum Burgviertel in der 1563 angelegten Berggasse. | BDA-Hist.: Q38013829 Status: Bescheid Stand der BDA-Liste: 2025-06-30 Name: Bürgerhaus GstNr.: .127 |
| ja   | Datei hochladen | Bürgerhaus, Hauerhaus HERIS-ID: 45158 Objekt-ID: 46070                                          | Burgstiege 70 Standort KG: Weißenkirchen                        | Die Häuser Nr. 69 und 70 befinden sich am Stiegenaufgang zum Burgviertel in der 1563 angelegten Berggasse. | BDA-Hist.: Q38013858 Status: Bescheid Stand der BDA-Liste: 2025-06-30 Name: Bürgerhaus, Hauerhaus GstNr.: .77                                                                                            |
| ja   | Datei hochladen | Zelkingerhof HERIS-ID: 45159 Objekt-ID: 46071                                                   | Burgstiege 71 Standort KG: Weißenkirchen                        | Der Zelkingerhof ist ein monumentaler, zweigeschoßiger, traufständiger Eckbau von 1502 am Aufgang zum Burgviertel, mit ornamentaler und architektonischer Sgraffitodekoration aus der zweiten Hälfte des 16. Jahrhunderts. | BDA-Hist.: Q38013870 Status: Bescheid Stand der BDA-Liste: 2025-06-30 Name: Zelkingerhof GstNr.: .76 |
| ja   | Datei hochladen | Bürgerhaus HERIS-ID: 45161 Objekt-ID: 46073                                                     | Obere Bachgasse 73 Standort KG: Weißenkirchen                   | Das Haus Weißenkirchen 73 wurde um 1790 errichtet, brannte bei der Feuersbrunst von 1793 ab und wurde danach wiederhergestellt. | BDA-Hist.: Q38013897 Status: Bescheid Stand der BDA-Liste: 2025-06-30 Name: Bürgerhaus GstNr.: .74 |
| ja   | Datei hochladen | Bürgerhaus, Weinhauerhaus HERIS-ID: 46521 Objekt-ID: 48609                                      | Obere Bachgasse 74 Standort KG: Weißenkirchen                   | Das Haus Nr. 74 ist ein zweigeschoßiger Bau mit Walmdach, breitem Korbbogenportal und schlichter, spätklassizistischer Fassade aus dem ersten Viertel des 19. Jahrhunderts. | BDA-Hist.: Q38022168 Status: Bescheid Stand der BDA-Liste: 2025-06-30 Name: Bürgerhaus, Weinhauerhaus GstNr.: .73                                                                                        |
| ja   | Datei hochladen | Turnhof/ehem. Burg der Lehensritter von Pach oder in Ripa HERIS-ID: 46522 Objekt-ID: 48610      | Thurnhof 76 Standort KG: Weißenkirchen                          | Der Turnerhof ist ein zurückgesetzter, zweigeschoßiger Bau mit Walmdach aus der Zeit um 1500 mit breitem Korbbogenportal. Seine Front ist durch eine vorgesetzte Treppe und einen Erker auf Konsolen gestaffelt. Sein erneuertes Schulterbogenportal ist mit einer Oberlichte ausgestattet. Innen befindet sich im Obergeschoß ein Kreuzrippengewölbe mit Rosettenschlussstein. | BDA-Hist.: Q38022178 Status: Bescheid Stand der BDA-Liste: 2025-06-30 Name: Turnhof/ehem. Burg der Lehensritter von Pach oder in Ripa GstNr.: .30/1                                                      |
| ja   | Datei hochladen | Bürgerhaus, Teil des sog. Turnhofes HERIS-ID: 46523 Objekt-ID: 48611                            | Obere Bachgasse 77 Standort KG: Weißenkirchen                   | Das Haus Nr. 77 ist ein zwei- bis dreigeschoßiger, im Kern spätmittelalterlicher Bau. | BDA-Hist.: Q38022187 Status: Bescheid Stand der BDA-Liste: 2025-06-30 Name: Bürgerhaus, Teil des sog. Turnhofes GstNr.: .30/4, .30/3                                                                     |
| ja   | Datei hochladen | Bürgerhaus HERIS-ID: 46524 Objekt-ID: 48612                                                     | Obere Bachgasse 78 Standort KG: Weißenkirchen                   | Das Haus Nr. 78 ist ein zweigeschoßiger Bau mit querliegendem Schopfwalmdach, der im Kern aus dem 16. Jahrhundert stammt. Seine Fassade wurde um 1932 erneuert. Das Obergeschoß kragt auf Konsolen leicht vor. | BDA-Hist.: Q38022197 Status: Bescheid Stand der BDA-Liste: 2025-06-30 Name: Bürgerhaus GstNr.: .72 |
| ja   | Datei hochladen | Bürgerhaus, Hauerhaus HERIS-ID: 46525 Objekt-ID: 48613                                          | Obere Bachgasse 79 Standort KG: Weißenkirchen                   | Das Haus Nr. 79 ist ein zweigeschoßiger Bau mit Walmdach, im Kern aus dem späten 15./frühen 16. Jahrhundert stammend und innen umgebaut. | BDA-Hist.: Q38022208 Status: Bescheid Stand der BDA-Liste: 2025-06-30 Name: Bürgerhaus, Hauerhaus GstNr.: 22                                                                                             |
| ja   | Datei hochladen | Bürgerhaus HERIS-ID: 46527 Objekt-ID: 48615                                                     | Weitenbergweg 81 Standort KG: Weißenkirchen                     | Das Haus Weißenkirchen 81, früher ein „Zuehäusel“ des Hauses Nr. 79, wurde 1551 und 1557 in Steuerlisten erwähnt. Bei der Feuersbrunst von 1793 brannte es ab und wurde wieder aufgebaut. | BDA-Hist.: Q38022226 Status: Bescheid Stand der BDA-Liste: 2025-06-30 Name: Bürgerhaus GstNr.: .32 |
| ja   | Datei hochladen | Bürgerhaus HERIS-ID: 46528 Objekt-ID: 48616                                                     | Obere Bachgasse 82 Standort KG: Weißenkirchen                   | Das Bürgerhaus Weißenkirchen 82 („Haus am Wasserweg“) ist mit hoher Wahrscheinlichkeit das Haus, welches im Steuerregister von 1503 im letzten Eintrag erwähnt wird. Ab der Zeit um 1660 lag es für viele Jahre öd oder war abgebrannt und scheint nicht in den Steuerregistern auf. Im 18. Jahrhundert wurde es wieder instand gesetzt. | BDA-Hist.: Q38022236 Status: Bescheid Stand der BDA-Liste: 2025-06-30 Name: Bürgerhaus GstNr.: .70 |
| ja   | Datei hochladen | Bürgerhaus HERIS-ID: 46529 Objekt-ID: 48617                                                     | Obere Bachgasse 84 Standort KG: Weißenkirchen                   | Das Haus Weißenkirchen 84, urkundlich erwähnt 1523, brannte 1793 ab und wurde wieder aufgebaut. | BDA-Hist.: Q38022243 Status: Bescheid Stand der BDA-Liste: 2025-06-30 Name: Bürgerhaus GstNr.: .68 |
| ja   | Datei hochladen | Hauerhaus HERIS-ID: 46530 Objekt-ID: 48618                                                      | Obere Bachgasse 85 Standort KG: Weißenkirchen                   | Das Haus Nr. 85 ist ein zweigeschoßiger, kubischer Bau mit Walmdach aus der ersten Hälfte des 16. Jahrhunderts. Innen befindet sich im Erdgeschoß eine Pfeilerhalle mit Kreuzgratgewölbe; im Obergeschoß eine Stichkappentonne mit angeputzten und durchkreuzten Graten sowie der Rest eines mächtigen Pyramidenkamins. | BDA-Hist.: Q38022248 Status: Bescheid Stand der BDA-Liste: 2025-06-30 Name: Hauerhaus GstNr.: 55 |
| ja   | Datei hochladen | Bürgerhaus, Hauerhaus HERIS-ID: 46532 Objekt-ID: 48620                                          | Obere Bachgasse 88 Standort KG: Weißenkirchen                   | Das Haus Weißenkirchen 88, urkundlich erwähnt 1523, gehörte bis 1664 mit dem Haus Nr. 90 zusammen. In den Grundbüchern um 1770 wird es noch als „1/2 Haus“ geführt, obwohl beide Häuser damals bereits verschiedene Besitzer hatten. | BDA-Hist.: Q38022263 Status: Bescheid Stand der BDA-Liste: 2025-06-30 Name: Bürgerhaus, Hauerhaus GstNr.: .63                                                                                            |
| ja   | Datei hochladen | Bürgerhaus HERIS-ID: 46534 Objekt-ID: 48622                                                     | Obere Bachgasse 89 Standort KG: Weißenkirchen                   | Das Haus Weißenkirchen 89 wurde 1523 urkundlich erwähnt. | BDA-Hist.: Q38022286 Status: Bescheid Stand der BDA-Liste: 2025-06-30 Name: Bürgerhaus GstNr.: .61 |
| ja   | Datei hochladen | Bürgerhaus HERIS-ID: 46533 Objekt-ID: 48621                                                     | Obere Bachgasse 90 Standort KG: Weißenkirchen                   | Das Haus Weißenkirchen 90, urkundlich erwähnt 1523, gehörte bis 1664 mit dem Haus Nr. 88 zusammen. In den Grundbüchern um 1770 wird es noch als „1/2 Haus“ geführt, obwohl beide Häuser damals bereits verschiedene Besitzer hatten. | BDA-Hist.: Q38022276 Status: Bescheid Stand der BDA-Liste: 2025-06-30 Name: Bürgerhaus GstNr.: .62 |
| ja   | Datei hochladen | Bürgerhaus HERIS-ID: 46535 Objekt-ID: 48623                                                     | Obere Bachgasse 91 Standort KG: Weißenkirchen                   | Das Haus Weißenkirchen 91 wurde 1542 urkundlich erwähnt. | BDA-Hist.: Q38022296 Status: Bescheid Stand der BDA-Liste: 2025-06-30 Name: Bürgerhaus GstNr.: .60 |
| ja   | Datei hochladen | Bürgerhaus HERIS-ID: 46536 Objekt-ID: 48624                                                     | Obere Bachgasse 92 Standort KG: Weißenkirchen                   | Bei dem Bürgerhaus Weißenkirchen 92 handelt es sich wahrscheinlich um das Haus, das 1523 als Eigenturm des Müllners Blasi erwähnt wurde, welcher außerdem noch „ain Haws auf der Purkh und das Hawss einer Murttern“ besaß. | BDA-Hist.: Q38022305 Status: Bescheid Stand der BDA-Liste: 2025-06-30 Name: Bürgerhaus GstNr.: .58 |
| ja   | Datei hochladen | Bürgerhaus, Hauerhaus HERIS-ID: 46541 Objekt-ID: 48629                                          | Obere Bachgasse 98 Standort KG: Weißenkirchen                   | Das Haus Weißenkirchen 98 wurde 1575 urkundlich erwähnt. | BDA-Hist.: Q38022348 Status: Bescheid Stand der BDA-Liste: 2025-06-30 Name: Bürgerhaus, Hauerhaus GstNr.: .53 Weißenkirchen in der Wachau 98                                                             |
| ja   | Datei hochladen | Bürgerhaus, Hauerhaus HERIS-ID: 46542 Objekt-ID: 48630                                          | Obere Bachgasse 99 Standort KG: Weißenkirchen                   | Das Bürgerhaus Weißenkirchen 99 wurde 1575 urkundlich erwähnt. | BDA-Hist.: Q38022358 Status: Bescheid Stand der BDA-Liste: 2025-06-30 Name: Bürgerhaus, Hauerhaus GstNr.: .52/2                                                                                          |
| ja   | Datei hochladen | Bürgerhaus HERIS-ID: 46543 Objekt-ID: 48631                                                     | Obere Bachgasse 100 Standort KG: Weißenkirchen                  | Das Bürgerhaus Weißenkirchen 100 (früher das „obere Haus am Pach“) wurde 1575 urkundlich erwähnt. | BDA-Hist.: Q38022367 Status: Bescheid Stand der BDA-Liste: 2025-06-30 Name: Bürgerhaus GstNr.: 49 |
| ja   | Datei hochladen | Bürgerhaus, Hauerhaus HERIS-ID: 46546 Objekt-ID: 48634                                          | Grubstraße 103 Standort KG: Weißenkirchen                       | Das Bürgerhaus Weißenkirchen 103, früher „Mittermill“ oder „äußere Mühle“ genannt, wurde 1623 urkundlich erwähnt. | BDA-Hist.: Q38022400 Status: Bescheid Stand der BDA-Liste: 2025-06-30 Name: Bürgerhaus, Hauerhaus GstNr.: .49 Weißenkirchen Mahlmühlenhof                                                                |
| ja   | Datei hochladen | Bürgerhaus, Hauerhaus HERIS-ID: 46547 Objekt-ID: 48635                                          | Weitenbergweg 105 Standort KG: Weißenkirchen                    | Das Bürgerhaus Weißenkirchen 105 (in alten Dokumenten als „Haus negst des Pfarrhofes“ bezeichnet) wurde 1623 urkundlich erwähnt. Die Häuser 105 bis 118 gehörten zu einer ehemaligen Holzhauerkolonie, die großteils dem Freisinger Hof dienstbar war. Die Holzhauerkolonie brannte 1846 und 1925 ab und war auch von dem Großfeuer von 1793 betroffen. | BDA-Hist.: Q38022414 Status: Bescheid Stand der BDA-Liste: 2025-06-30 Name: Bürgerhaus, Hauerhaus GstNr.: .33                                                                                            |
| ja   | Datei hochladen | Bürgerhaus HERIS-ID: 46548 Objekt-ID: 48636                                                     | Weitenbergweg 106 Standort KG: Weißenkirchen                    | Das Haus Nr. 106, urkundlich erwähnt 1575, verfügt über eine ehemalige Rauchkuchl. | BDA-Hist.: Q38022424 Status: Bescheid Stand der BDA-Liste: 2025-06-30 Name: Bürgerhaus GstNr.: .34/1 Weißenkirchen in der Wachau 106                                                                     |
| ja   | Datei hochladen | Bürgerhaus HERIS-ID: 46549 Objekt-ID: 48637                                                     | Weitenbergweg 107 Standort KG: Weißenkirchen                    | Das Bürgerhaus Weißenkirchen 107 wurde 1575 urkundlich erwähnt. | BDA-Hist.: Q38022436 Status: Bescheid Stand der BDA-Liste: 2025-06-30 Name: Bürgerhaus GstNr.: 25 |
| ja   | Datei hochladen | Wohnhaus HERIS-ID: 58399 Objekt-ID: 69068                                                       | Auf der Burg 124 Standort KG: Weißenkirchen                     | Das überwiegend modernisierte Haus Nr. 124 ist durch ein Schopfwalmdach gedeckt. Es wurde 1555 urkundlich erwähnt und ist 1562 zusammen mit den anderen Häuser der Burg abgebrannt. | BDA-Hist.: Q38082995 Status: Bescheid Stand der BDA-Liste: 2025-06-30 Name: Wohnhaus GstNr.: .85 |
| ja   | Datei hochladen | Wohnhaus HERIS-ID: 58400 Objekt-ID: 69069                                                       | Auf der Burg 125 Standort KG: Weißenkirchen                     | Das überwiegend modernisierte Haus Nr. 125, im Jahr 1575 urkundlich erwähnt, ist durch ein Schopfwalmdach gedeckt. | BDA-Hist.: Q38083004 Status: Bescheid Stand der BDA-Liste: 2025-06-30 Name: Wohnhaus GstNr.: .86 |
| ja   | Datei hochladen | Wohnhaus HERIS-ID: 58401 Objekt-ID: 69070                                                       | Auf der Burg 127 Standort KG: Weißenkirchen                     | Das Haus Nr. 127 ist ein zweigeschoßiger, traufständiger, im Kern mittelalterlicher Bau. | BDA-Hist.: Q38083023 Status: Bescheid Stand der BDA-Liste: 2025-06-30 Name: Wohnhaus GstNr.: .87 |
| ja   | Datei hochladen | Wohnhaus HERIS-ID: 58402 Objekt-ID: 69071                                                       | Auf der Scheibn 128 Standort KG: Weißenkirchen                  | Das Haus Nr. 128 ist ein zweigeschoßiger, traufständiger, im Kern mittelalterlicher Bau. | BDA-Hist.: Q38083033 Status: Bescheid Stand der BDA-Liste: 2025-06-30 Name: Wohnhaus GstNr.: .90 |
| ja   | Datei hochladen | Wohnhaus HERIS-ID: 58403 Objekt-ID: 69072                                                       | Auf der Burg 129 Standort KG: Weißenkirchen                     | Das Haus Nr. 129 gehört zu einer Gruppe von ehemaligen Festen Häusern, die einst von einer Wehrmauer umgeben waren. | BDA-Hist.: Q38083043 Status: Bescheid Stand der BDA-Liste: 2025-06-30 Name: Wohnhaus GstNr.: .96 |
| ja   | Datei hochladen | Wohnhaus HERIS-ID: 58405 Objekt-ID: 69074                                                       | Auf der Burg 131 Standort KG: Weißenkirchen                     | Das Haus Nr. 131 gehört zu einer Gruppe von ehemaligen Festen Häusern, die einst von einer Wehrmauer umgeben waren. | BDA-Hist.: Q38083051 Status: Bescheid Stand der BDA-Liste: 2025-06-30 Name: Wohnhaus GstNr.: .95 |
| ja   | Datei hochladen | Wohnhaus, Hauerhaus HERIS-ID: 58407 Objekt-ID: 69076                                            | Auf der Burg 133 Standort KG: Weißenkirchen                     | Das Haus Nr. 133 gehört zu einer Gruppe von ehemaligen Festen Häusern, die einst von einer Wehrmauer umgeben waren. | BDA-Hist.: Q38083059 Status: Bescheid Stand der BDA-Liste: 2025-06-30 Name: Wohnhaus, Hauerhaus GstNr.: .81/1                                                                                            |
| ja   | Datei hochladen | Wohnhaus HERIS-ID: 58410 Objekt-ID: 69079                                                       | Auf der Scheibn 136 Standort KG: Weißenkirchen                  | Das Haus Nr. 136 gehört zu einer Gruppe von ehemaligen Festen Häusern, die einst von einer Wehrmauer umgeben waren. | BDA-Hist.: Q38083064 Status: Bescheid Stand der BDA-Liste: 2025-06-30 Name: Wohnhaus GstNr.: .92 |
| ja   | Datei hochladen | Wohnhaus HERIS-ID: 58411 Objekt-ID: 69080                                                       | Auf der Burg 137 Standort KG: Weißenkirchen                     | Das zweigeschoßige, aus Bruchstein erbaute Haus Nr. 137 gehört zu einer Gruppe von ehemaligen Festen Häusern, die einst von einer Wehrmauer umgeben waren. | BDA-Hist.: Q38083078 Status: Bescheid Stand der BDA-Liste: 2025-06-30 Name: Wohnhaus GstNr.: .78 |
| ja   | Datei hochladen | Wohnhaus HERIS-ID: 58413 Objekt-ID: 69082                                                       | Auf der Scheibn 139 Standort KG: Weißenkirchen                  | Das im Kern mittelalterliche Haus Nr. 139 gehört zu einer Gruppe von ehemaligen Festen Häusern, die einst von einer Wehrmauer umgeben waren. | BDA-Hist.: Q38083087 Status: Bescheid Stand der BDA-Liste: 2025-06-30 Name: Wohnhaus GstNr.: .93 |
| ja   | Datei hochladen | Wohnhaus HERIS-ID: 58415 Objekt-ID: 69084                                                       | Auf der Scheibn 141 Standort KG: Weißenkirchen                  | Das Haus Nr. 141 gehört zu einer Gruppe von ehemaligen Festen Häusern, die einst von einer Wehrmauer umgeben waren. | BDA-Hist.: Q38083100 Status: Bescheid Stand der BDA-Liste: 2025-06-30 Name: Wohnhaus GstNr.: .94 |
| ja   | Datei hochladen | Wohnhaus HERIS-ID: 58416 Objekt-ID: 69085                                                       | Auf der Burg 142 Standort KG: Weißenkirchen                     | Das Wohnhaus Weißenkirchen 142 wurde 1523 urkundlich erwähnt. | BDA-Hist.: Q38083108 Status: Bescheid Stand der BDA-Liste: 2025-06-30 Name: Wohnhaus GstNr.: .124/2 |
| ja   | Datei hochladen | Bauernhaus HERIS-ID: 35271 Objekt-ID: 33944                                                     | Auf der Burg 148 Standort KG: Weißenkirchen                     | Das aus dem 15./16. Jahrhundert stammende Haus Nr. 148 hat einen zweigeschoßigen Turm mit quadratischem Grundriss sowie eine freistehende Esse und einen Pyramidenkamin. | BDA-Hist.: Q37962839 Status: Bescheid Stand der BDA-Liste: 2025-06-30 Name: Bauernhaus GstNr.: .122 |
| ja   | Datei hochladen | Wohnhaus HERIS-ID: 58420 Objekt-ID: 69089                                                       | Auf der Burg 229 Standort KG: Weißenkirchen                     | Das Haus Nr. 149 ist ein zweigeschoßiger Bau mit Schopfwalmdach. Unter seinem verwitterten spätbarocken Putz befinden sich Reste von Ortsteinsgraffitomalerei. Bis zur Teilung im Jahr 1682 gehörte es mit dem Haus Nr. 151 zusammen. | BDA-Hist.: Q38083127 Status: Bescheid Stand der BDA-Liste: 2025-06-30 Name: Wohnhaus GstNr.: 74/3 |
| ja   | Datei hochladen | Bürgerhaus HERIS-ID: 58421 Objekt-ID: 69090                                                     | Auf der Burg 150 Standort KG: Weißenkirchen                     | Das Bürgerhaus Auf der Burg 150 (vormals Weißenkirchen 150) wurde 1575 als „Haus an der Ascherleitn“ urkundlich erwähnt. | BDA-Hist.: Q38083149 Status: Bescheid Stand der BDA-Liste: 2025-06-30 Name: Bürgerhaus GstNr.: .119/1 Weißenkirchen in der Wachau 150                                                                    |
| ja   | Datei hochladen | Wohnhaus HERIS-ID: 58422 Objekt-ID: 69091                                                       | Auf der Burg 151 Standort KG: Weißenkirchen                     | Das Haus Nr. 151 wurde 1575 urkundlich erwähnt und gehörte bis 1682 mit dem Haus Nr. 149 zusammen. | BDA-Hist.: Q38083163 Status: Bescheid Stand der BDA-Liste: 2025-06-30 Name: Wohnhaus GstNr.: .102 |
| ja   | Datei hochladen | Wohnhaus HERIS-ID: 58423 Objekt-ID: 69092                                                       | Auf der Burg 152 Standort KG: Weißenkirchen                     | Das Haus Weißenkirchen 152 wurde 1557 urkundlich erwähnt. | BDA-Hist.: Q38083174 Status: Bescheid Stand der BDA-Liste: 2025-06-30 Name: Wohnhaus GstNr.: .103 |
| ja   | Datei hochladen | Bürgerhaus HERIS-ID: 58425 Objekt-ID: 69094                                                     | Auf der Burg 154 Standort KG: Weißenkirchen                     | Das Haus Weißenkirchen 154 wurde 1636 urkundlich erwähnt. | BDA-Hist.: Q38083184 Status: Bescheid Stand der BDA-Liste: 2025-06-30 Name: Bürgerhaus GstNr.: .104 |
| ja   | Datei hochladen | Bürgerhaus, Neideggerhof HERIS-ID: 58426 Objekt-ID: 69095                                       | Auf der Burg 155 Standort KG: Weißenkirchen                     | Der Neideggerhof ist ein wuchtiger, zweigeschoßiger, traufständiger, innen modernisierter Bau von 1502. | BDA-Hist.: Q38083195 Status: Bescheid Stand der BDA-Liste: 2025-06-30 Name: Bürgerhaus, Neideggerhof GstNr.: .105/1 Weißenkirchen Neideggerhof                                                           |
| ja   | Datei hochladen | Wohnhaus HERIS-ID: 58427 Objekt-ID: 69096                                                       | Auf der Burg 156 Standort KG: Weißenkirchen                     | Das Haus Nr. 156 ist Teil des Neideggerhofs. | BDA-Hist.: Q38083204 Status: Bescheid Stand der BDA-Liste: 2025-06-30 Name: Wohnhaus GstNr.: .105/2 Weißenkirchen Neideggerhof                                                                           |
| ja   | Datei hochladen | Wohnhaus HERIS-ID: 58428 Objekt-ID: 69097                                                       | Auf der Burg 157 Standort KG: Weißenkirchen                     | Das Haus Weißenkirchen 157 wurde im Jahr 1523 urkundlich erwähnt. Im Grundbuch der Herrschaft Schloss Dürnstein wird es 1574 als „Haus bey dem Thor“ bezeichnet, da sich vor dem Gebäude damals ein Tor des Ortes mit Graben und Brücke befand. Während der Pestepidemie von 1679 hatten sich die Totengräber in diesem Haus aufzuhalten und wurden dort mit Nahrung und reichlich Wein versorgt. Mehrere Bewohner des Hauses starben an der Seuche, darunter mit hoher Wahrscheinlichkeit auch der Besitzer Hanns Paintinger. | BDA-Hist.: Q38083216 Status: Bescheid Stand der BDA-Liste: 2025-06-30 Name: Wohnhaus GstNr.: .106 |
| ja   | Datei hochladen | Volksschule HERIS-ID: 45166 Objekt-ID: 46078                                                    | Weißenkirchen in der Wachau 169 Standort KG: Weißenkirchen      | Die Schule bestand bereits 1385. Im Jahre 1496 wird ein Schulmeister Paul Aichberger erwähnt. 1545 ersuchte der Lehrer, ihm ein Haus zur Wohnung zu geben oder ein Stübel zu bauen. 1548 wird eine alte Schule und eine neue Stube erwähnt. Nach dem Brand von 1793 wurde das Schulhaus aufgestockt. | BDA-Hist.: Q38013962 Status: Bescheid Stand der BDA-Liste: 2025-06-30 Name: Volksschule GstNr.: .18 Weißenkirchen Volksschule                                                                            |
| ja   | Datei hochladen | Bürgerhaus HERIS-ID: 45163 Objekt-ID: 46075                                                     | Kremser Straße 195 Standort KG: Weißenkirchen                   | Laut der Häuserchronik von Raimund Korner war das Haus Weißenkirchen 195 früher dem Frauenkloster Dürnstein dienstbar und wurde im Jahr 1516 in einem Abgabenbuch erwähnt, das sich im Archiv des Stiftes Herzogenburg befindet. | BDA-Hist.: Q38013927 Status: Bescheid Stand der BDA-Liste: 2025-06-30 Name: Bürgerhaus GstNr.: .12/1 |
| ja   | Datei hochladen | Bürgerhaus HERIS-ID: 45164 Objekt-ID: 46076                                                     | Kremser Straße 295 Standort KG: Weißenkirchen                   | | BDA-Hist.: Q38013938 Status: Bescheid Stand der BDA-Liste: 2025-06-30 Name: Bürgerhaus GstNr.: .4 |
| ja   | Datei hochladen | Eisenbahnstrecke, Wachauer Bahn HERIS-ID: 59308 Objekt-ID: 70509                                | Standort KG: Weißenkirchen                                      | Die Donauuferbahn wurde 1909 erbaut. Bei ihrer Erbauung wurde Wert auf den Landschaftsschutz gelegt und zu diesem Zweck der Maler und Denkmalpfleger Rudolf Matthias Pichler beigezogen. Geschützt ist vor allem die 34 Kilometer lange Strecke zwischen Krems und Emmersdorf, die ein Teil des UNESCO-Weltkultur- und -naturerbes Wachau ist. Siehe auch: Aufnahmsgebäude, Wachauer Bahn. | BDA-Hist.: Q64026734 Status: Bescheid Stand der BDA-Liste: 2025-06-30 Name: Eisenbahnstrecke, Wachauer Bahn GstNr.: 2202/1, 2202/2, 2202/3 Donauuferbahn (Wachau)                                        |
| ja   | Datei hochladen | Bildstock HERIS-ID: 73539 Objekt-ID: 86842                                                      | Achleitenweg 204, neben Standort KG: Weißenkirchen              | Der etwa 3,5 Meter hohe barocke Tabernakelbildstock wurde spätestens um 1720 errichtet, was eine Deutung als Pestpfeiler zur Pestperiode von 1712/1713 zulässt. Es besteht aber auch die Möglichkeit, dass er etwa 100 Jahre älter ist. Er hat ein quadratisches Fundament, ist aus Ziegeln gemauert und hat einen hohen Schaft, auf dessen Kragenplatte ein würfelförmiges Tabernakel mit drei seichten Nischen ruht. Den Abschluss bildet ein Zeltdach, das von einem ehemaligen Doppelkreuz mit Kleeblattenden, dessen oberer Querbalken fehlt, bekrönt wird. | BDA-Hist.: Q38132901 Status: § 2a Stand der BDA-Liste: 2025-06-30 Name: Bildstock GstNr.: 1873/1 |
| ja   | Datei hochladen | Bildstock HERIS-ID: 73541 Objekt-ID: 86844                                                      | Landstraße 309, gegenüber Standort KG: Weißenkirchen            | Am südwestlichen Ortsausgang befindet sich ein Nischenbildstock aus dem späten 18. oder frühen 19. Jahrhundert. In der Nische ist auf einer bemalten Holztafel die hl. Ottilie zu sehen. | BDA-Hist.: Q38132913 Status: § 2a Stand der BDA-Liste: 2025-06-30 Name: Bildstock GstNr.: 2172/13 |
| ja   | Datei hochladen | Bildstock HERIS-ID: 73542 Objekt-ID: 86845                                                      | Standort KG: Weißenkirchen                                      | An der Grenze zwischen den Gemeinden Weißenkirchen und Joching steht ein 3,3 Meter hoher Renaissance-Tabernakelbildstock aus der Zeit um 1520 mit quadratischem Fundament. Als äußerst selten gilt die sechseckige Ausführung des Schafts. Direkt auf dem Schaft liegt ein Tabernakel mit seichter Rundbogennische, wobei das moderne polychrome Bild der hl. Maria mit dem Jesuskind auf dem Arm wesentlich jünger ist als der Bildstock selbst. Geschützt wird das Tabernakel durch ein steinernes, leicht überkragendes Zeltdach, das an der Unterseite gekehlt ist und von einem barocken Eisen-Doppelkreuz mit Kleeblattenden bekrönt wird. | BDA-Hist.: Q38132926 Status: § 2a Stand der BDA-Liste: 2025-06-30 Name: Bildstock GstNr.: 2172/11 |
| ja   | Datei hochladen | Bildstock Weißes Kreuz HERIS-ID: 73543 Objekt-ID: 86846                                         | Standort KG: Weißenkirchen                                      | | BDA-Hist.: Q38132937 Status: § 2a Stand der BDA-Liste: 2025-06-30 Name: Bildstock Weißes Kreuz GstNr.: 2188/8                                                                                            |
| ja   | Datei hochladen | Bildstock Vorderseiber HERIS-ID: 73544 Objekt-ID: 86847                                         | Standort KG: Weißenkirchen                                      | | BDA-Hist.: Q38132948 Status: § 2a Stand der BDA-Liste: 2025-06-30 Name: Bildstock Vorderseiber GstNr.: 2225                                                                                              |
| ja   | Datei hochladen | Bildstock HERIS-ID: 73545 Objekt-ID: 86848                                                      | Landstraße 312, bei Standort KG: Weißenkirchen                  | Der neobarocke Bildstock aus der Zeit um 1880 ist aus Ziegeln gemauert und ruht auf einem rechteckigen Fundament. Über dem gestuften Sockel, der durch eine seichte hochrechteckige Kartusche ohne Inhalt gekennzeichnet ist, befindet sich eine segmentbogige Nische und darin, über einer Mensa, ein polychromes Christusbildes aus jüngerer Zeit. Nische und Kartusche werden von einer schmalen Fasche umfasst. Links und rechts erhebt sich vom Sockel bis auf die Höhe des Segmentbogens je ein Pilaster. Über der Nische ist ein Zinnenfries zu sehen. Den oberen Abschluss bildet ein Ziegeldach mit mehrfach profiliertem Dachfries. | BDA-Hist.: Q38132959 Status: § 2a Stand der BDA-Liste: 2025-06-30 Name: Bildstock GstNr.: .153/1 |
| ja   | Datei hochladen | Bildstock HERIS-ID: 73546 Objekt-ID: 86849                                                      | Standort KG: Weißenkirchen                                      | | BDA-Hist.: Q38132971 Status: § 2a Stand der BDA-Liste: 2025-06-30 Name: Bildstock GstNr.: 2192/1 |
| ja   | Datei hochladen | Friedhof und Torbau HERIS-ID: 73548 Objekt-ID: 86851                                            | Landstraße 254, neben Standort KG: Weißenkirchen                | Der Friedhof von Weißenkirchen wurde 1665 angelegt. | BDA-Hist.: Q38132980 Status: § 2a Stand der BDA-Liste: 2025-06-30 Name: Friedhof und Torbau GstNr.: 201 Friedhof Weißenkirchen in der Wachau                                                             |
| ja   | Datei hochladen | Weingartentor HERIS-ID: 73553 Objekt-ID: 86856                                                  | Standort KG: Weißenkirchen                                      | | BDA-Hist.: Q38132990 Status: § 2a Stand der BDA-Liste: 2025-06-30 Name: Weingartentor GstNr.: 2198 Weingartentor, Weißenkirchen in der Wachau                                                            |
| ja   | Datei hochladen | Weinhüterhütte HERIS-ID: 73555 Objekt-ID: 86858                                                 | Standort KG: Weißenkirchen                                      | | BDA-Hist.: Q38132999 Status: § 2a Stand der BDA-Liste: 2025-06-30 Name: Weinhüterhütte GstNr.: 1873/1 |
| ja   | Datei hochladen | Wirtschaftsgebäude HERIS-ID: 58464 Objekt-ID: 69135                                             | Freisingerplatz 53, neben Standort KG: Weißenkirchen            | | BDA-Hist.: Q38083587 Status: Bescheid Stand der BDA-Liste: 2025-06-30 Name: Wirtschaftsgebäude GstNr.: .159                                                                                              |
| ja   | Datei hochladen | Kath. Pfarrkirche Mariae Himmelfahrt HERIS-ID: 45168 Objekt-ID: 46080                           | Weißenkirchen in der Wachau 169, bei Standort KG: Weißenkirchen | Die dominierend den Ort überragende Pfarrkirche Mariae Himmelfahrt ist von einer turmbewehrten Befestigungsanlage umgeben. Der wuchtige, vielteilige Bau mit spätgotischem Chor und mächtigem Nordwestturm entstand in mehreren Bauphasen zwischen dem 13. und 18. Jahrhundert. Der kleinere Turm – südlich in der Westfront leicht eingestellt – ist der ursprüngliche Turm der zweischiffige Vorgängerkirche und wurde um 1330 errichtet. | BDA-Hist.: Q38013997 Status: Bescheid Stand der BDA-Liste: 2025-06-30 Name: Kath. Pfarrkirche Mariae Himmelfahrt GstNr.: 15, .21 Pfarrkirche Weißenkirchen in der Wachau                                 |
| ja   | Datei hochladen | Wohnhaus HERIS-ID: 57769 Objekt-ID: 68065                                                       | Bachgasse 4 Standort KG: Wösendorf                              | Das Haus Nr. 4 stammt im Kern aus dem 16. Jahrhundert. | BDA-Hist.: Q38078363 Status: Bescheid Stand der BDA-Liste: 2025-06-30 Name: Wohnhaus GstNr.: .4 Wösendorf Bachgasse 4                                                                                    |
| ja   | Datei hochladen | Wohnhaus HERIS-ID: 57770 Objekt-ID: 68066                                                       | Bachgasse 7 Standort KG: Wösendorf                              | Das Haus Nr. 7 stammt im Kern aus dem 16. Jahrhundert. Es verfügt über ein Schopfwalmdach und ein Speichergeschoß. | BDA-Hist.: Q38078368 Status: Bescheid Stand der BDA-Liste: 2025-06-30 Name: Wohnhaus GstNr.: .7 |
| ja   | Datei hochladen | Wohnhaus HERIS-ID: 57771 Objekt-ID: 68068                                                       | Bachgasse 8 Standort KG: Wösendorf                              | Das Haus Wösendorf 8 wurde 1575 urkundlich erwähnt. | BDA-Hist.: Q38078374 Status: Bescheid Stand der BDA-Liste: 2025-06-30 Name: Wohnhaus GstNr.: .8 |
| ja   | Datei hochladen | Wohnhaus HERIS-ID: 57784 Objekt-ID: 68081                                                       | Bachgasse 19 Standort KG: Wösendorf                             | Das durch ein Schopfwalmdach gedeckte Haus Nr. 19 stammt im Kern aus dem 16. Jahrhundert. | BDA-Hist.: Q38078469 Status: Bescheid Stand der BDA-Liste: 2025-06-30 Name: Wohnhaus GstNr.: 71 |
| ja   | Datei hochladen | Bauernhofanlage HERIS-ID: 57785 Objekt-ID: 68082                                                | Bachgasse 20 Standort KG: Wösendorf                             | Der im Kern aus dem 16. Jahrhundert stammende zweigeschoßige Bauernhof Wösendorf 20 hat eine gekrümmte Front, ein verbrettertes Schopfwalmdach und einen Dachbödelaufzug. | BDA-Hist.: Q38078478 Status: Bescheid Stand der BDA-Liste: 2025-06-30 Name: Bauernhofanlage GstNr.: .20                                                                                                  |
| ja   | Datei hochladen | Wohnhaus HERIS-ID: 57767 Objekt-ID: 68063                                                       | Hauptstraße 1 Standort KG: Wösendorf                            | Der weitgehend erneuerte Dreiseithof Wösendorf 1 stammt im Kern aus der Mitte des 16. Jahrhunderts. Er verfügt über seitliche Treppengiebel und über Segmentbogenarkaden an einer Seite des Hofs im Obergeschoß. | BDA-Hist.: Q38078350 Status: Bescheid Stand der BDA-Liste: 2025-06-30 Name: Wohnhaus GstNr.: 80 |
| ja   | Datei hochladen | Pfarrhof HERIS-ID: 57768 Objekt-ID: 68064                                                       | Hauptstraße 2 Standort KG: Wösendorf                            | Der ehemalige Pfarrhof von Wösendorf ist ein neunachsiger Bau mit spätklassizistischer Fassade von 1853. Er verfügt über einen pilastergegliederten Mittelrisalit mit Dreieckgiebel. | BDA-Hist.: Q38078357 Status: Bescheid Stand der BDA-Liste: 2025-06-30 Name: Pfarrhof GstNr.: .2 |
| ja   | Datei hochladen | Bürgerhaus mit Wirtschaftsgebäude HERIS-ID: 57772 Objekt-ID: 68069                              | Hauptstraße 10-11 Standort KG: Wösendorf                        | Der aus ehemals zwei Häusern entstandene Eckbau hat einen Eckerker auf abgewellten Konsolen und ein Rundbogenportal in Trichterlaibung aus dem 16. Jahrhundert sowie ein zweigeschoßiges Hinterhaus aus dem späten 15. Jahrhundert mit Schulterbogenportalen. Im ehemaligen Stall befindet sich eine Pfeilerhalle mit Stichkappengewölbe. | BDA-Hist.: Q38078386 Status: Bescheid Stand der BDA-Liste: 2025-06-30 Name: Bürgerhaus mit Wirtschaftsgebäude GstNr.: .10, .11                                                                           |
| ja   | Datei hochladen | Wohnhaus HERIS-ID: 57773 Objekt-ID: 68070                                                       | Hauptstraße 12 Standort KG: Wösendorf                           | Das Wohnhaus Wösendorf 12, mit Gaupen im Dachspeichergeschoß, stammt im Kern aus dem 16. Jahrhundert. | BDA-Hist.: Q38078405 Status: Bescheid Stand der BDA-Liste: 2025-06-30 Name: Wohnhaus GstNr.: .12 |
| ja   | Datei hochladen | Wohnhaus, Melker Stiftshof HERIS-ID: 57774 Objekt-ID: 68071                                     | Hauptstraße 13 Standort KG: Wösendorf                           | Das Wohnhaus Wösendorf 13 ist ein zweigeschoßiger Bau mit älterem eingeschoßigen Teil des 16. Jahrhunderts. Es verfügt über erneuerte Ortsteingliederung, ein Korbbogenportal in tiefer Rundöffnung und eine kreuzgratgewölbte Durchfahrt. | BDA-Hist.: Q38078414 Status: Bescheid Stand der BDA-Liste: 2025-06-30 Name: Wohnhaus, Melker Stiftshof GstNr.: 1225/1, .13                                                                               |
| ja   | Datei hochladen | Gasthaus Zur blauen Traube HERIS-ID: 57775 Objekt-ID: 68072                                     | Hauptstraße 14-15 Standort KG: Wösendorf                        | Der Gasthof Zur blauen Traube stammt im Kern aus dem 16. Jahrhundert. Über der Einfahrt ist der Rest eines Breiterkers auf Konsolen zu sehen. Ein erneuertes Bild in ovaler Stuckrahmung zeigt den hl. Florian. | BDA-Hist.: Q38078424 Status: Bescheid Stand der BDA-Liste: 2025-06-30 Name: Gasthaus Zur blauen Traube GstNr.: 67 Wösendorf Hauptstraße 15                                                               |
| ja   | Datei hochladen | Wohnhaus HERIS-ID: 57782 Objekt-ID: 68079                                                       | Hauptstraße 16 Standort KG: Wösendorf                           | Das Haus Wösendorf 16, einst auch als „hinter Stöckhl“ bezeichnet, gehörte ursprünglich zu Haus Nr. 15 und wurde 1589 urkundlich erwähnt. | BDA-Hist.: Q38078446 Status: Bescheid Stand der BDA-Liste: 2025-06-30 Name: Wohnhaus GstNr.: .16 |
| ja   | Datei hochladen | Wohnhaus HERIS-ID: 57788 Objekt-ID: 68085                                                       | Hauptstraße 24 Standort KG: Wösendorf                           | Der breitgelagerte Bau mit Walmdach und tonnengewölbtem Steinflur hat einen Kern aus dem 16. Jahrhundert. | BDA-Hist.: Q38078506 Status: Bescheid Stand der BDA-Liste: 2025-06-30 Name: Wohnhaus GstNr.: .24 |
| ja   | Datei hochladen | Wohnhaus HERIS-ID: 57792 Objekt-ID: 68089                                                       | Hauptstraße 43 Standort KG: Wösendorf                           | Das Haus Wösendorf 43 ist ein Dreiseithof mit verbrettertem Schopfwalmgiebel und einem Baukern aus dem 16. Jahrhundert. | BDA-Hist.: Q38078545 Status: Bescheid Stand der BDA-Liste: 2025-06-30 Name: Wohnhaus GstNr.: .43 |
| ja   | Datei hochladen | Wohnhaus HERIS-ID: 57793 Objekt-ID: 68090                                                       | Hauptstraße 44 Standort KG: Wösendorf                           | Das Haus Wösendorf 44 ist ein Dreiseithof mit verbrettertem Schopfwalmgiebel und einem Baukern aus dem 16. Jahrhundert. | BDA-Hist.: Q38078566 Status: Bescheid Stand der BDA-Liste: 2025-06-30 Name: Wohnhaus GstNr.: 15 |
| ja   | Datei hochladen | Bürgerhaus HERIS-ID: 35319 Objekt-ID: 34049                                                     | Hauptstraße 54 Standort KG: Wösendorf                           | Das Bürgerhaus Wösendorf 54 hat in einer leicht zurückgesetzten Achse ein rundbogiges Trichterportal, über dem auf Konsolen ein erkerartiger Vorsprung ruht sowie seitliche Treppengiebel aus dem 16. Jahrhundert. Aus dem 19. Jahrhundert stammen Türflügel und ornamentale Sgraffitomalerei. | BDA-Hist.: Q37963163 Status: Bescheid Stand der BDA-Liste: 2025-06-30 Name: Bürgerhaus GstNr.: .54/1 |
| ja   | Datei hochladen | Bürgerhaus HERIS-ID: 57798 Objekt-ID: 68095                                                     | Hauptstraße 55 Standort KG: Wösendorf                           | Das Bürgerhaus Wösendorf 55 entstand kurz vor 1770 durch eine Grundteilung, als es vom Haus Nr. 54, dem „Haus am Munder Hof“, abgeteilt wurde. | BDA-Hist.: Q38078616 Status: Bescheid Stand der BDA-Liste: 2025-06-30 Name: Bürgerhaus GstNr.: .55 |
| ja   | Datei hochladen | Bürgerhaus HERIS-ID: 57812 Objekt-ID: 68109                                                     | Hauptstraße 67 Standort KG: Wösendorf                           | Das breitgelagerte Mittelflurhaus hat über der Einfahrt einen erneuerten Erker auf Konsolen. Die drei rechten Gebäudeachsen kragen über Konsolen vor. Ins Innere führt ein abgefastes Spitzbogenportal aus dem späten 15. Jahrhundert. | BDA-Hist.: Q38078768 Status: Bescheid Stand der BDA-Liste: 2025-06-30 Name: Bürgerhaus GstNr.: .67 Wösendorf Hauptstraße 67                                                                              |
| ja   | Datei hochladen | Wohnhaus HERIS-ID: 57813 Objekt-ID: 68110                                                       | Hauptstraße 68 Standort KG: Wösendorf                           | Das Obergeschoß des im Kern aus dem 16. Jahrhundert stammenden Hauses ist über Konsolen vorgezogen. | BDA-Hist.: Q38078789 Status: Bescheid Stand der BDA-Liste: 2025-06-30 Name: Wohnhaus GstNr.: .68 Wösendorf Hauptstraße 68                                                                                |
| ja   | Datei hochladen | Wohnhaus, ehem. Lesehof HERIS-ID: 45984 Objekt-ID: 47582                                        | Hauptstraße 69 Standort KG: Wösendorf                           | Das Haus Wösendorf 69 wurde im ersten Drittel des 16. Jahrhunderts erbaut. Es verfügt über ein Obergeschoß auf abgewellten Konsolen, spätgotische Fenstergewände, ein abgefastes und leicht gestelztes Rundbogenportal an der Seite und eine Holzbalkendecke. | BDA-Hist.: Q38018418 Status: Bescheid Stand der BDA-Liste: 2025-06-30 Name: Wohnhaus, ehem. Lesehof GstNr.: .69, 60/1 Wösendorf Hauptstraße 69                                                           |
| ja   | Datei hochladen | Bürgerhaus HERIS-ID: 57814 Objekt-ID: 68111                                                     | Hauptstraße 70 Standort KG: Wösendorf                           | Das im Kern aus dem 16. Jahrhundert stammende Haus Wösendorf 70 hat eine Dachspeichergaupe und innen eine Balkendecke. | BDA-Hist.: Q38078800 Status: Bescheid Stand der BDA-Liste: 2025-06-30 Name: Bürgerhaus GstNr.: .70 Wösendorf Hauptstraße 70                                                                              |
| ja   | Datei hochladen | Wohnhaus, Bäckerei HERIS-ID: 57816 Objekt-ID: 68113                                             | Hauptstraße 71 Standort KG: Wösendorf                           | Das Wohnhaus Wösendorf 71 ist ein Eckbau mit Ortsteinsgraffiti, zwei spätgotisch profilierten Rechteckfenstern und einem Baukern aus der ersten Hälfte des 16. Jahrhunderts. | BDA-Hist.: Q38078820 Status: Bescheid Stand der BDA-Liste: 2025-06-30 Name: Wohnhaus, Bäckerei GstNr.: .71 Wösendorf Hauptstraße 71                                                                      |
| ja   | Datei hochladen | Wohnhaus HERIS-ID: 57817 Objekt-ID: 68114                                                       | Hauptstraße 73 Standort KG: Wösendorf                           | Das Wohnhaus Wösendorf 73 hat im Erdgeschoß ein spätgotisches Schulterbogenportal. | BDA-Hist.: Q38078829 Status: Bescheid Stand der BDA-Liste: 2025-06-30 Name: Wohnhaus GstNr.: .73/1 |
| ja   | Datei hochladen | Florianihof, ehem. Lesehof HERIS-ID: 35321 Objekt-ID: 34051                                     | Hauptstraße 74 Standort KG: Wösendorf                           | Der Florianihof, ein ehemaliger Lesehof des Stiftes St. Florian, ist ein freistehender, zweigeschoßiger Bau mit Walmdach mit Baukern aus dem 15. Jahrhundert und einem im 17. Jahrhundert aufgesetzten Obergeschoß. | BDA-Hist.: Q37963203 Status: Bescheid Stand der BDA-Liste: 2025-06-30 Name: Florianihof, ehem. Lesehof GstNr.: .74 Wösendorf Florianihof                                                                 |
| ja   | Datei hochladen | Wohnhaus HERIS-ID: 57818 Objekt-ID: 68115                                                       | Hauptstraße 78 Standort KG: Wösendorf                           | | BDA-Hist.: Q38078838 Status: Bescheid Stand der BDA-Liste: 2025-06-30 Name: Wohnhaus GstNr.: .66/2 Wösendorf Hauptstraße 78                                                                              |
| ja   | Datei hochladen | Wohnhaus HERIS-ID: 57819 Objekt-ID: 68116                                                       | Hauptstraße 84 Standort KG: Wösendorf                           | | BDA-Hist.: Q38078848 Status: Bescheid Stand der BDA-Liste: 2025-06-30 Name: Wohnhaus GstNr.: .82 |
| ja   | Datei hochladen | Bildstock HERIS-ID: 73712 Objekt-ID: 87037                                                      | bei Hauptstraße 90 Standort KG: Wösendorf                       | | BDA-Hist.: Q38133459 Status: § 2a Stand der BDA-Liste: 2025-06-30 Name: Bildstock GstNr.: 1239/1 |
| ja   | Datei hochladen | Wohnhaus HERIS-ID: 57803 Objekt-ID: 68100                                                       | Kirchengasse 58 Standort KG: Wösendorf                          | Das Haus Wösendorf 58 ist ein Seitenflurhaus mit tiefem Rundbogenportal und freigelegter Ortsteingliederung aus dem 16. Jahrhundert. Seine Fensterkörbe wurden im 18. Jahrhundert angefertigt. Seitlich befindet sich ein Speichergeschoß mit Schopfwalmdach. | BDA-Hist.: Q38078684 Status: Bescheid Stand der BDA-Liste: 2025-06-30 Name: Wohnhaus GstNr.: .58 |
| ja   | Datei hochladen | Wohnhaus HERIS-ID: 35320 Objekt-ID: 34050                                                       | Kirchengasse 59 Standort KG: Wösendorf                          | Das Wohnhaus Wösendorf 59, errichtet im frühen 19. Jahrhundert, ist ein eingeschoßiger Bau mit doppeltem Volutenblendgiebel, Vasen- und Pyramidenaufsätzen und seitlicher Hofmauer mit Korbbogentor. Sein großes, zwei- bis dreigeschoßiges Hinterhaus mit Schopfwalmdach und Wendeltreppe ist ein im Kern spätmittelalterlicher Bau, der möglicherweise auf ein urkundlich im 13. Jahrhundert erwähntes Frauenkloster zurückgeht. | BDA-Hist.: Q37963189 Status: Bescheid Stand der BDA-Liste: 2025-06-30 Name: Wohnhaus GstNr.: .59 |
| ja   | Datei hochladen | Wohnhaus HERIS-ID: 57804 Objekt-ID: 68101                                                       | Kirchengasse 60 Standort KG: Wösendorf                          | Das Wohnhaus Wösendorf 60 verfügt über einen Dachbödlaufzug und Gaupen. Im Erdgeschoß befindet sich ein Presshaus, das im Kern aus dem 16. Jahrhundert stammt. | BDA-Hist.: Q38078693 Status: Bescheid Stand der BDA-Liste: 2025-06-30 Name: Wohnhaus GstNr.: 54 |
| ja   | Datei hochladen | Wirtschaftsgebäude HERIS-ID: 57805 Objekt-ID: 68102                                             | Kirchengasse 61 Standort KG: Wösendorf                          | Das Haus Nr. 61 ist das ehemalige Wirtschaftsgebäude des Klosterwirtes. | BDA-Hist.: Q38078702 Status: Bescheid Stand der BDA-Liste: 2025-06-30 Name: Wirtschaftsgebäude GstNr.: 53                                                                                                |
| ja   | Datei hochladen | Wohnhaus HERIS-ID: 57806 Objekt-ID: 68103                                                       | Kirchengasse 62 Standort KG: Wösendorf                          | Das Haus Wösendorf 62 ist ein zweigeschoßiger Dreiseithof mit Schopfwalmdach. Gegenüber liegt ein Presshaus. | BDA-Hist.: Q38078712 Status: Bescheid Stand der BDA-Liste: 2025-06-30 Name: Wohnhaus GstNr.: .62 |
| ja   | Datei hochladen | Wohnhaus HERIS-ID: 57807 Objekt-ID: 68104                                                       | Kirchengasse 63 Standort KG: Wösendorf                          | Das Haus Wösendorf 63 hat einen Mittelflur und eine Dachspeichergaupe. | BDA-Hist.: Q38078721 Status: Bescheid Stand der BDA-Liste: 2025-06-30 Name: Wohnhaus GstNr.: .63 |
| ja   | Datei hochladen | Wohnhaus HERIS-ID: 57808 Objekt-ID: 68105                                                       | Kirchengasse 64 Standort KG: Wösendorf                          | Das Haus Wösendorf 64 hat einen Mittelflur und eine Dachspeichergaupe. | BDA-Hist.: Q38078732 Status: Bescheid Stand der BDA-Liste: 2025-06-30 Name: Wohnhaus GstNr.: .64 |
| ja   | Datei hochladen | Wohnhaus HERIS-ID: 57809 Objekt-ID: 68106                                                       | Kirchengasse 65 Standort KG: Wösendorf                          | Das Haus Wösendorf 65 hat einen Mittelflur und eine Dachspeichergaupe. | BDA-Hist.: Q38078741 Status: Bescheid Stand der BDA-Liste: 2025-06-30 Name: Wohnhaus GstNr.: .65 |
| ja   | Datei hochladen | Kath. Pfarrkirche hl. Florian HERIS-ID: 57810 Objekt-ID: 68107                                  | Marktplatz 66, neben Standort KG: Wösendorf                     | Die Pfarrkirche hl. Florian, in der Mitte von Wösendorf an der Durchgangsstraße gelegen, ist ein einheitlicher, spätbarocker Saalbau mit Vorplatz, geschaffen in den Jahren 1784 bis 1791, nachdem der 1743 errichtete Vorgängerbau ebenso wie dessen Vorgänger von 1724/1734 durch Feuer zerstört worden war. Die Kirche verfügt über einen Turmaufsatz mit Zwiebelhelm, der sich hinter dem Fassadengiebel erhebt, sowie über einen eingezogenen Rechteckchor. | BDA-Hist.: Q38078748 Status: Bescheid Stand der BDA-Liste: 2025-06-30 Name: Kath. Pfarrkirche hl. Florian GstNr.: .75 Pfarrkirche Wösendorf                                                              |
| ja   | Datei hochladen | Wohnhaus HERIS-ID: 57783 Objekt-ID: 68080                                                       | Marktplatz 18 Standort KG: Wösendorf                            | Das Wohnhaus Weißenkirchen 18 („Haus am Platz“) wurde 1575 urkundlich erwähnt. | BDA-Hist.: Q38078459 Status: Bescheid Stand der BDA-Liste: 2025-06-30 Name: Wohnhaus GstNr.: .18 |
| ja   | Datei hochladen | Bürgerhaus HERIS-ID: 57786 Objekt-ID: 68083                                                     | Marktplatz 22 Standort KG: Wösendorf                            | Das aus Bruchstein gebaute und mit Ziegeln ummantelte Mittelflurhaus Wösendorf 22 ist durch ein Doppelwalmdach gedeckt und verfügt über einen Baukern aus dem 14. Jahrhundert (?) und ein spätgotisches Schulterbogenportal des späten 15. Jahrhunderts. Im Erd- und Obergeschoß befinden sich Tonnengewölbe mit Stichkappen. | BDA-Hist.: Q38078489 Status: Bescheid Stand der BDA-Liste: 2025-06-30 Name: Bürgerhaus GstNr.: .22 |
| ja   | Datei hochladen | Wohnhaus HERIS-ID: 57787 Objekt-ID: 68084                                                       | Marktplatz 23 Standort KG: Wösendorf                            | Das Wohnhaus Wösendorf 23 ist durch einen zum Mittelrisalit ergänzten Erker gekennzeichnet. Es verfügt über einen Baukern aus dem 15./16. Jahrhundert. | BDA-Hist.: Q38078495 Status: Bescheid Stand der BDA-Liste: 2025-06-30 Name: Wohnhaus GstNr.: .23 |
| ja   | Datei hochladen | Bürgerhaus HERIS-ID: 57800 Objekt-ID: 68097                                                     | Marktplatz 56 Standort KG: Wösendorf                            | Das Bürgerhaus Wösendorf 56/57 ist ein breitgelagertes, zweigeschoßiges Doppelhaus mit Kern aus dem 16. Jahrhundert, das im 18. Jahrhundert umgebaut wurde. Von 1872 bis 1966 wurde das Gebäude als Volksschule genutzt. Im Inneren befinden sich Räume mit Platzl- und Kreuzgratgewölben. | BDA-Hist.: Q38078635 Status: Bescheid Stand der BDA-Liste: 2025-06-30 Name: Bürgerhaus GstNr.: .56, .57                                                                                                  |
| ja   | Datei hochladen | Kirchenhaus/Zechhaus HERIS-ID: 57811 Objekt-ID: 68108                                           | Marktplatz 66 Standort KG: Wösendorf                            | Das ehemalige Schulgebäude neben der Kirche ist ein Eckbau mit Kern aus dem 16. Jahrhundert. Die Stichkappentonne mit überkreuzten Graten im Erdgeschoß stammt aus der Mitte des 16. Jahrhunderts. | BDA-Hist.: Q38078759 Status: Bescheid Stand der BDA-Liste: 2025-06-30 Name: Kirchenhaus/Zechhaus GstNr.: .66/1                                                                                           |
| ja   | Datei hochladen | Wohnhaus HERIS-ID: 57790 Objekt-ID: 68087                                                       | Prof.-Gruber-Gasse 35 Standort KG: Wösendorf                    | Das Wohnhaus Wösendorf 35, ein ehemaliger Lesehof des Bürgerspitals Steyr, wurde 1523 urkundlich erwähnt. | BDA-Hist.: Q38078524 Status: Bescheid Stand der BDA-Liste: 2025-06-30 Name: Wohnhaus GstNr.: .35 |
| ja   | Datei hochladen | Wohnhaus HERIS-ID: 57789 Objekt-ID: 68086                                                       | Winklgasse 27 Standort KG: Wösendorf                            | Das Eckhaus Wösendorf 27 hat eine erneuerte Ortsteinsgraffitogliederung, im Erdgeschoß Rechteckluken und einen Baukern aus dem 16. Jahrhundert. | BDA-Hist.: Q38078513 Status: Bescheid Stand der BDA-Liste: 2025-06-30 Name: Wohnhaus GstNr.: .27 |
| ja   | Datei hochladen | Wohnhaus HERIS-ID: 57791 Objekt-ID: 68088                                                       | Winklgasse 38 Standort KG: Wösendorf                            | Das Wohnhaus Wösendorf 38 wurde 1575 urkundlich erwähnt. | BDA-Hist.: Q38078534 Status: Bescheid Stand der BDA-Liste: 2025-06-30 Name: Wohnhaus GstNr.: 19 |
| ja   | Datei hochladen | Ehem. Gasthof Zum alten Kloster HERIS-ID: 35318 Objekt-ID: 34048                                | Winklgasse 48 Standort KG: Wösendorf                            | Der ehemalige Gasthof „Zum alten Kloster“ ist ein Bau mit Innenhof und Arkaden, mehrfach bezeichnet mit 1549. Um 1750 hatten zwei große Feuersbrünste, bei denen jeweils fast alle Gebäude des Ortes zerstört wurden, in diesem Haus ihren Anfang. | BDA-Hist.: Q37963150 Status: Bescheid Stand der BDA-Liste: 2025-06-30 Name: Ehem. Gasthof Zum alten Kloster GstNr.: 42/1 Wösendorf Winklgasse 48                                                         |
| ja   | Datei hochladen | Gutshof/Meierhof HERIS-ID: 57795 Objekt-ID: 68092                                               | Winklgasse 49 Standort KG: Wösendorf                            | Der ehemalige Gutshof Wösendorf 49 wurde 1575 urkundlich erwähnt. | BDA-Hist.: Q38078586 Status: Bescheid Stand der BDA-Liste: 2025-06-30 Name: Gutshof/Meierhof GstNr.: 1260                                                                                                |
| ja   | Datei hochladen | Gutshof/Meierhof HERIS-ID: 57796 Objekt-ID: 68093                                               | Winklgasse 52 Standort KG: Wösendorf                            | Das Haus Wösendorf 52 findet sich in alten Dokumenten immer neben dem Zelkinger Lesehof als „Haus in der Winklgassen bey der Donau“. Die erste urkundliche Erwähnung stammt aus dem Steuerbuch von 1575. | BDA-Hist.: Q38078596 Status: Bescheid Stand der BDA-Liste: 2025-06-30 Name: Gutshof/Meierhof GstNr.: .52                                                                                                 |
| ja   | Datei hochladen | Bürgerhaus HERIS-ID: 57797 Objekt-ID: 68094                                                     | Winklgasse 53 Standort KG: Wösendorf                            | Der Dreiseithof hat einen verbretterten Schopfwalmgiebel und einen Baukern aus dem 16. Jahrhundert. | BDA-Hist.: Q38078606 Status: Bescheid Stand der BDA-Liste: 2025-06-30 Name: Bürgerhaus GstNr.: .53 |
| ja   | Datei hochladen | Bildstock Hl. Dreifaltigkeit HERIS-ID: 73706 Objekt-ID: 87031                                   | Standort KG: Wösendorf                                          | Am südwestlichen Ortsausgang von Wösendorf befindet sich ein Breitpfeiler mit dreiteiligem Aufsatz und Mittelnische. | BDA-Hist.: Q38133415 Status: § 2a Stand der BDA-Liste: 2025-06-30 Name: Bildstock Hl. Dreifaltigkeit GstNr.: 1225/1                                                                                      |
| ja   | Datei hochladen | Bildstock HERIS-ID: 73717 Objekt-ID: 87069                                                      | Standort KG: Wösendorf                                          | | BDA-Hist.: Q38133472 Status: § 2a Stand der BDA-Liste: 2025-06-30 Name: Bildstock GstNr.: 1241 |
| ja   | Datei hochladen | Pfeilerbildstock HERIS-ID: 73711 Objekt-ID: 87036                                               | Standort KG: Wösendorf                                          | Der Pfeilerbildstock an der L7093, zwischen Sankt Michael und Wösendorf hat einen Quaderaufsatz auf einem oktogonalen Schaft und stammt aus dem Ende des 16. Jahrhunderts. | BDA-Hist.: Q38133448 Status: § 2a Stand der BDA-Liste: 2025-06-30 Name: Pfeilerbildstock GstNr.: 1251/1 Bildstock Ried Kirchenweg, Wösendorf                                                             |
| ja   | Datei hochladen | Eisenbahnstrecke, Wachauer Bahn HERIS-ID: 59309 Objekt-ID: 70510                                | Standort KG: Wösendorf                                          | Die Donauuferbahn wurde 1909 erbaut. Bei ihrer Erbauung wurde Wert auf den Landschaftsschutz gelegt und zu diesem Zweck der Maler und Denkmalpfleger Rudolf Matthias Pichler beigezogen. Geschützt ist vor allem die 34 Kilometer lange Strecke zwischen Krems und Emmersdorf, die ein Teil des UNESCO-Weltkultur- und -naturerbes Wachau ist. | BDA-Hist.: Q38086866 Status: Bescheid Stand der BDA-Liste: 2025-06-30 Name: Eisenbahnstrecke, Wachauer Bahn GstNr.: 1258/1, 1258/2, 1258/3, 1258/4 Donauuferbahn (Wachau)                                |